# Historia de los robots

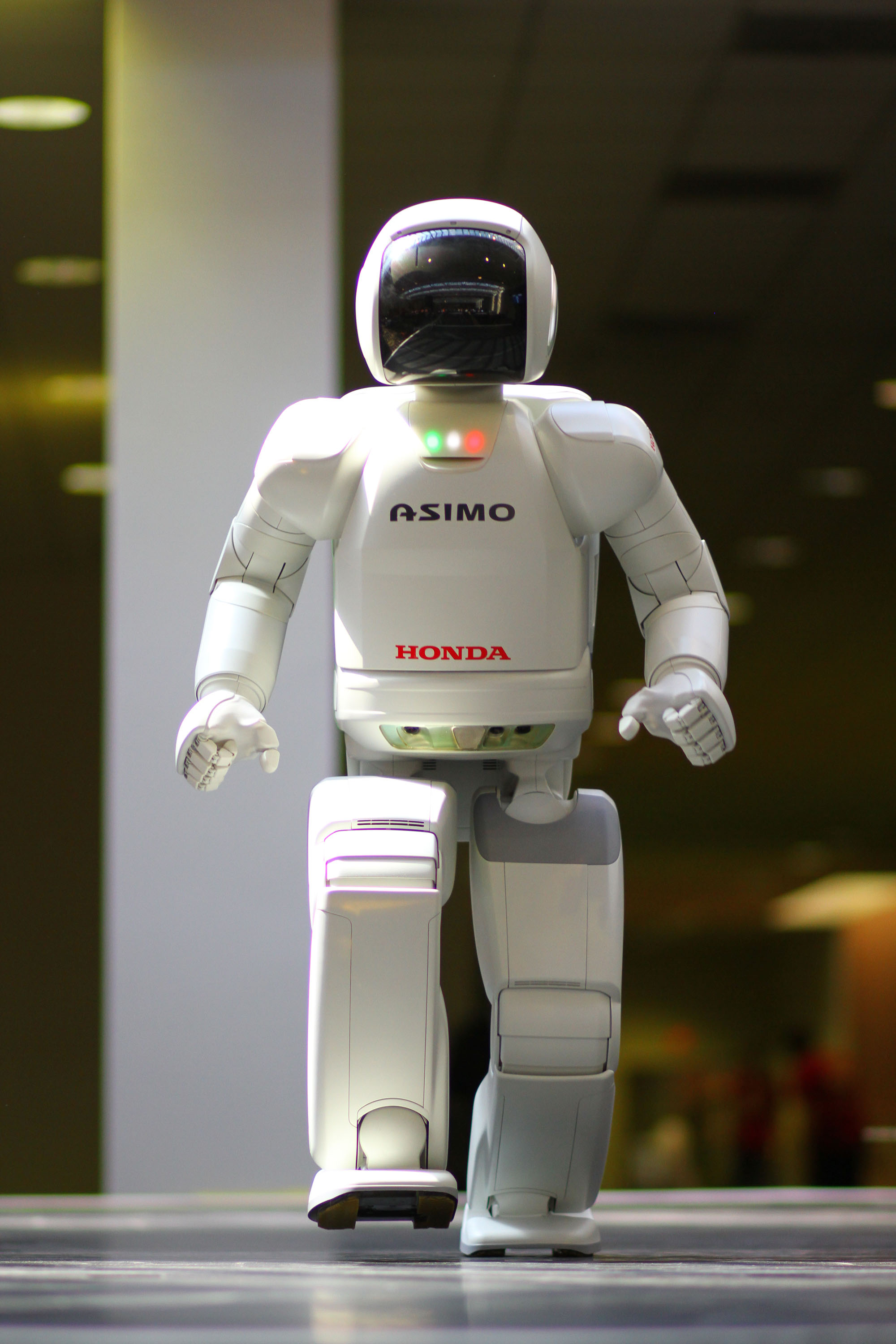
Robot ASIMO, (Advanced Step in Innovative MObility), desarrollado por Honda

La historia de los robots tiene sus orígenes en el mundo antiguo. El concepto 'moderno' de robot comenzó a desarrollarse con el inicio de la Revolución Industrial (lo que permitió el uso de mecanismos complejos), y la posterior introducción de la electricidad. Estas dos circunstancias hicieron posible la construcción de máquinas compactas y pequeñas, cada vez con mayores capacidades funcionales. A comienzos del siglo XX, se introdujo la idea de humanoide, que ha evolucionado hasta el desarrollo de robots con el tamaño de un ser humano, y con movimientos y capacidades de razonamiento lógico que cada vez se parecen más a las de una persona. 

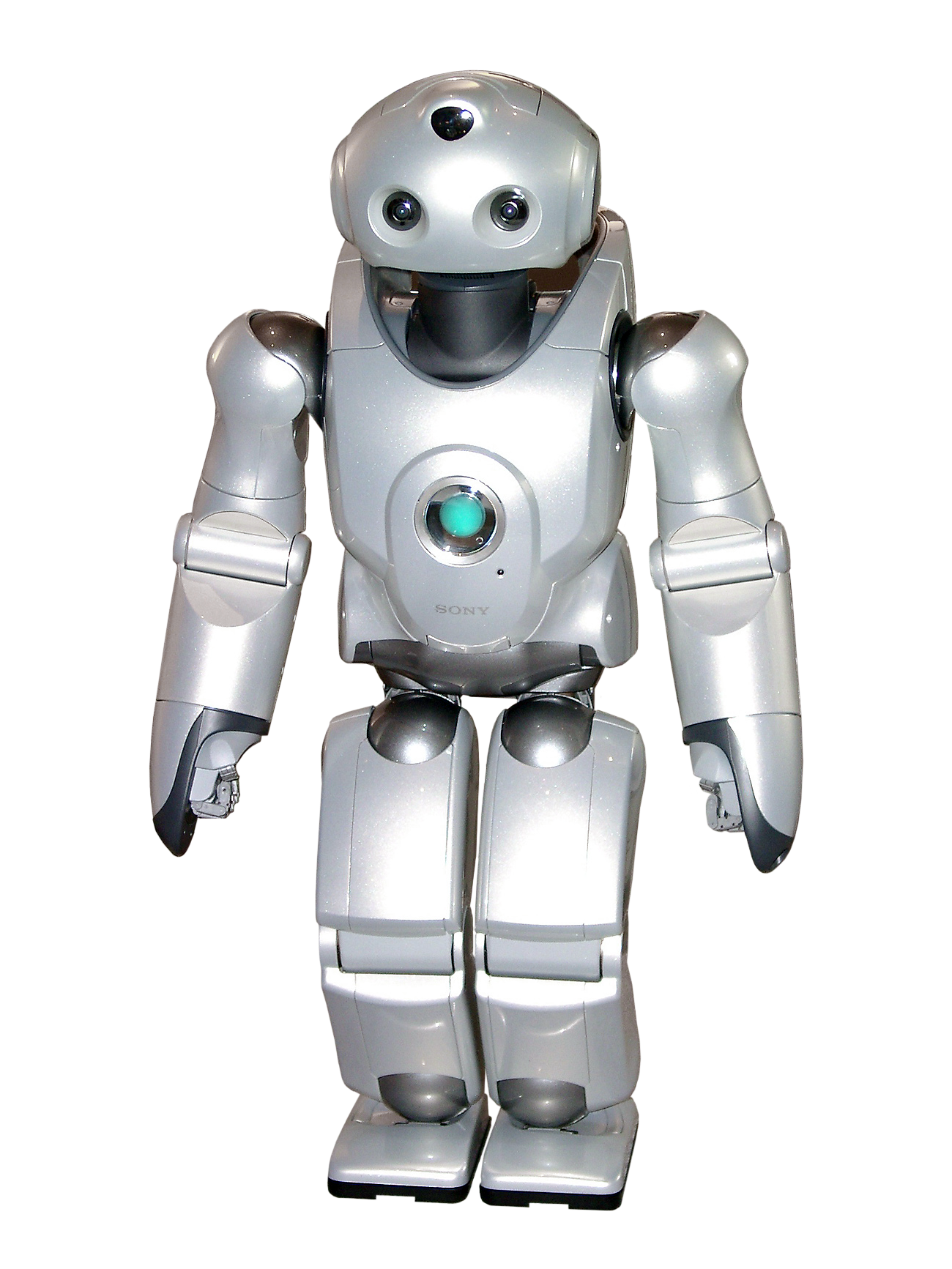
Robot QRIO, (Quest for cuRIOsity), desarrollado por Sony

El primer campo que vio su introducción masiva fue el de las grandes manufacturas (como la industria textil o la producción de automóviles), sectores en los que las máquinas automatizadas y más adelante los robots industriales son capaces de realizar tareas de fabricación que han reducido considerablemente la necesidad de mano de obra humana. El control digital y la inteligencia artificial aplicados a la industria robótica, siguientes hitos significativos en el perfeccionamiento de los robots, iniciaron su desarrollo a comienzos del siglo XXI.

## Mitos de la antigüedad

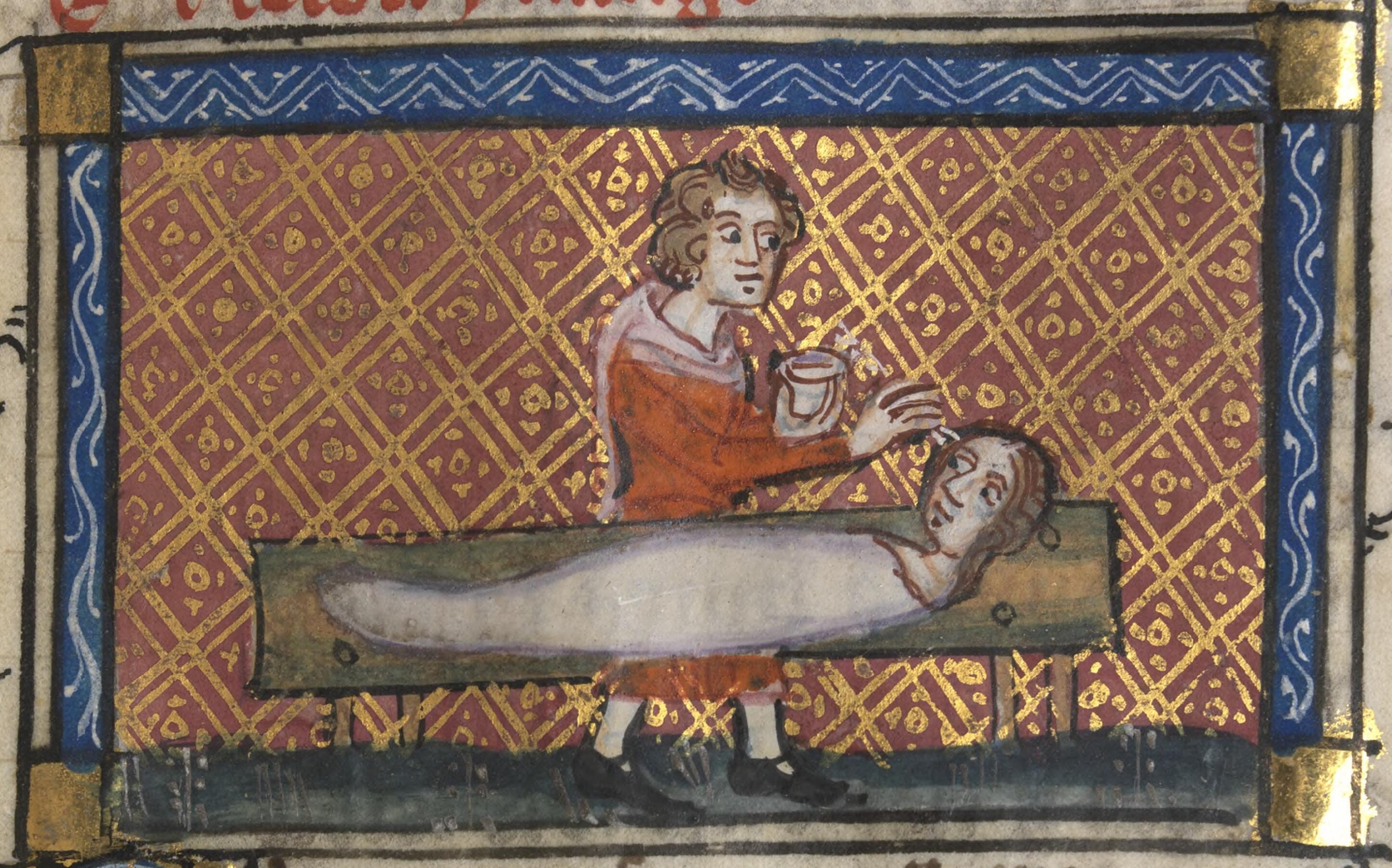
Imagen del poema Roman de la Rose, que ilustra la historia de Pigmalión trabajando en su escultura

La idea de sirvientes o de compañeros artificiales ya aparece reflejada en la leyenda de Cadmo, un héroe de la mitología griega de quien se dice que sembró dientes de dragón que se convirtieron en soldados, y en el mito de Pigmalión, cuya estatua, Galatea, se dice que cobró vida. Muchas mitologías antiguas incluyeron personas artificiales, como por ejemplo las sirvientas mecánicas parlantes (en griego antiguo: Κουραι Χρυσεαι (Kourai Khryseai); "Doncellas Doradas") construidas con oro por el dios griego Hefesto (Vulcano para los romanos).
Según la mitología griega, Hefesto creó mesas de tres patas funcionales que podían moverse por sí mismas, así como un gigante de bronce encargado de defender la isla de Creta, Talos, que sería destruido después de que Medea le lanzara una maldición. Para apoderarse del vellocino de oro, Jasón tuvo que domar a dos toros con pezuñas de bronce y que respiraban fuego. Como Cadmo, sembró los dientes de un dragón, que se convirtieron en soldados.
En el antiguo Egipto, las estatuas de las divinidades estaban hechas de piedra, metales o madera. En ciertos casos, las estatuas estaban articuladas y jugaban un papel clave en las ceremonias religiosas. Se creía que tenían un alma (denominada kꜣ), debido a la divinidad que representaban. En el Nuevo Reino de Egipto, desde el siglo XVI a. C. hasta el siglo XI a. C., los antiguos egipcios consultaban con frecuencia a estas estatuas para pedir consejo. Las estatuas responderían con un movimiento de cabeza. Según la tradición egipcia, la faraona Hatshepsut envió una expedición militar a la "Tierra del Incienso" después de consultar con la estatua de Amón.
El erudito budista Daoguang (596-667 d. C.) describió humanoides autómatas hechos de metal, que recitaban textos sagrados en un claustro que albergaba un reloj fabuloso, y una leyenda afirma que las "personas hechas de metales preciosos" lloraron cuando murió Buda. Los humanoides autómatas también aparecen en la Epopeya del rey Gesar, un héroe originario de la cultura de Asia Central.
Los primeros relatos chinos conocidos sobre el legendario carpintero Lu Ban y el filósofo Mozi describen imitaciones mecánicas de animales y demonios. Las implicaciones de los humanoides autómatas se analizan en el Lie Zi, una compilación de textos taoístas que se convirtieron en una referencia clásica. En el capítulo 5, el rey Mu de Zhou está de viaje por el oeste de China y, al preguntarle al maestro de artesanos Yan: "¿Qué puedes hacer?", el maestro se presentó ante la corte real con un hombre artificial. Se dice que el autómata era indistinguible de un ser humano, y que realizó varios trucos para el rey y su séquito. Pero el rey se enfureció cuando, aparentemente, el autómata comenzó a galantear con las damas que lo acompañaban, y amenazó con ejecutarlo. Así que, el artesano decidió mostrar el interior del autómata y revelar cómo funcionaba. El rey se quedó fascinado, asombrado por el parecido de sus mecanismos con los órganos internos de una persona, y probó a desconectar alguno de ellos para ver el efecto sobre el funcionamiento del hombre artificial. El rey se maravilló "¿es entonces posible que la habilidad humana logre tanto como el Creador?", y acto seguido, confiscó el autómata. Un cuento similar se puede encontrar en los relatos budistas indios del Jataka, casi contemporáneos de las mencionadas historias chinas, pero aquí la complejidad de la automatización no coincide con la del Maestro Yan. Antes de la introducción del budismo en la "era común", los filósofos chinos no consideraron seriamente la distinción entre apariencia y realidad. En el Lie Zi se refutan las filosofías budistas y se comparan los poderes creativos humanos con los del Creador.

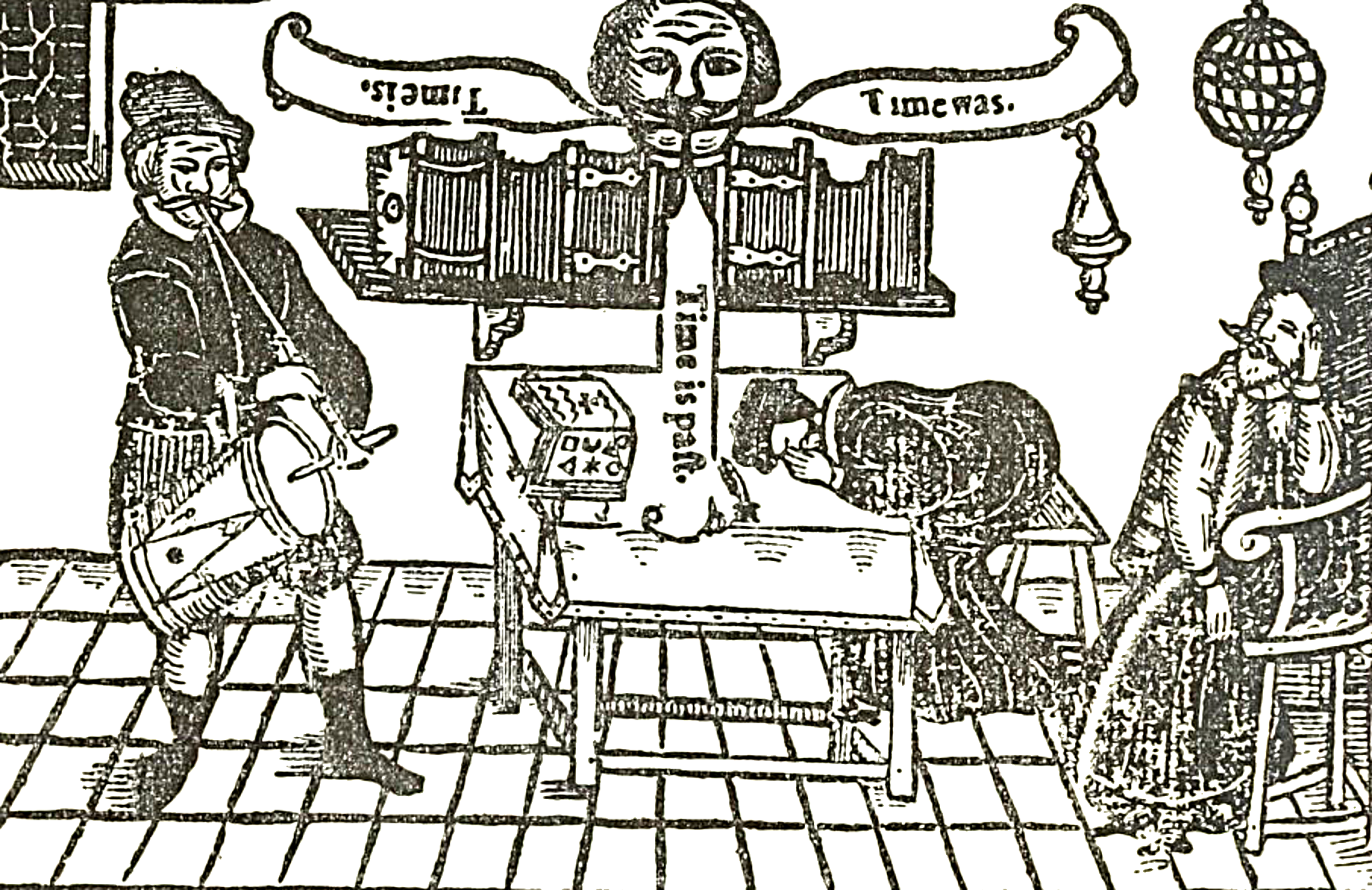
Una xilografía isabelina, donde se representa un Brazen, una cabeza de bronce parlante, que dice: "El tiempo es. El tiempo fue. El tiempo pasó."

El Lokapannatti hindú, una colección de ciclos narrativos y leyendas producidos en los siglos XI o XII, cuenta la historia de cómo un ejército de soldados autómatas (bhuta vahana yanta o "máquinas de movimiento espiritual") fueron diseñados para proteger las reliquias de Buda en una estupa secreta. Se dice que los artesanos necesarios para construir tales autómatas fueron secuestrados del reino de Roma (un término genérico para designar a la cultura grecorromano-bizantina). Según el Lokapannatti, los Yavanas ("hablantes de griego") utilizaron a los autómatas para llevar a cabo actividades comerciales y agrícolas, pero también capturaban y ejecutaban a criminales. Pero los artesanos romanos que intentaban abandonar el reino eran perseguidos y asesinados por los autómatas. Según el Lokapannatti, el emperador Aśoka escuchó la historia de la estupa secreta y se dispuso a encontrarla. Después de una batalla contra los feroces autómatas guerreros, Aśoka encontró al longevo ingeniero que los había construido, quien le enseñó la manera de desmontarlos y de controlarlos. Así, el emperador Aśoka logró comandar un gran ejército de guerreros autómatas. Este cuento indio refleja el miedo a perder el control de los seres artificiales, que también se ha expresado en los mitos griegos sobre el ejército surgido a partir de los dientes de dragón.
Inspirados por sus leyendas cristianas, los europeos de la Edad Media imaginaron cabezas de bronce que podían responder a las preguntas planteadas. Se suponía que Alberto Magno había construido un androide completo que podía realizar algunas tareas domésticas, pero fue destruido por uno de sus alumnos, Tomás de Aquino, porque perturbaba su pensamiento. La leyenda más famosa se refería a una cabeza de bronce diseñada por Roger Bacon, que fue destruida u olvidada después de que dejara de funcionar. Los autómatas que se asemejan a los humanos o a los animales eran populares en los mundos imaginarios de la literatura medieval.

## Autómatas

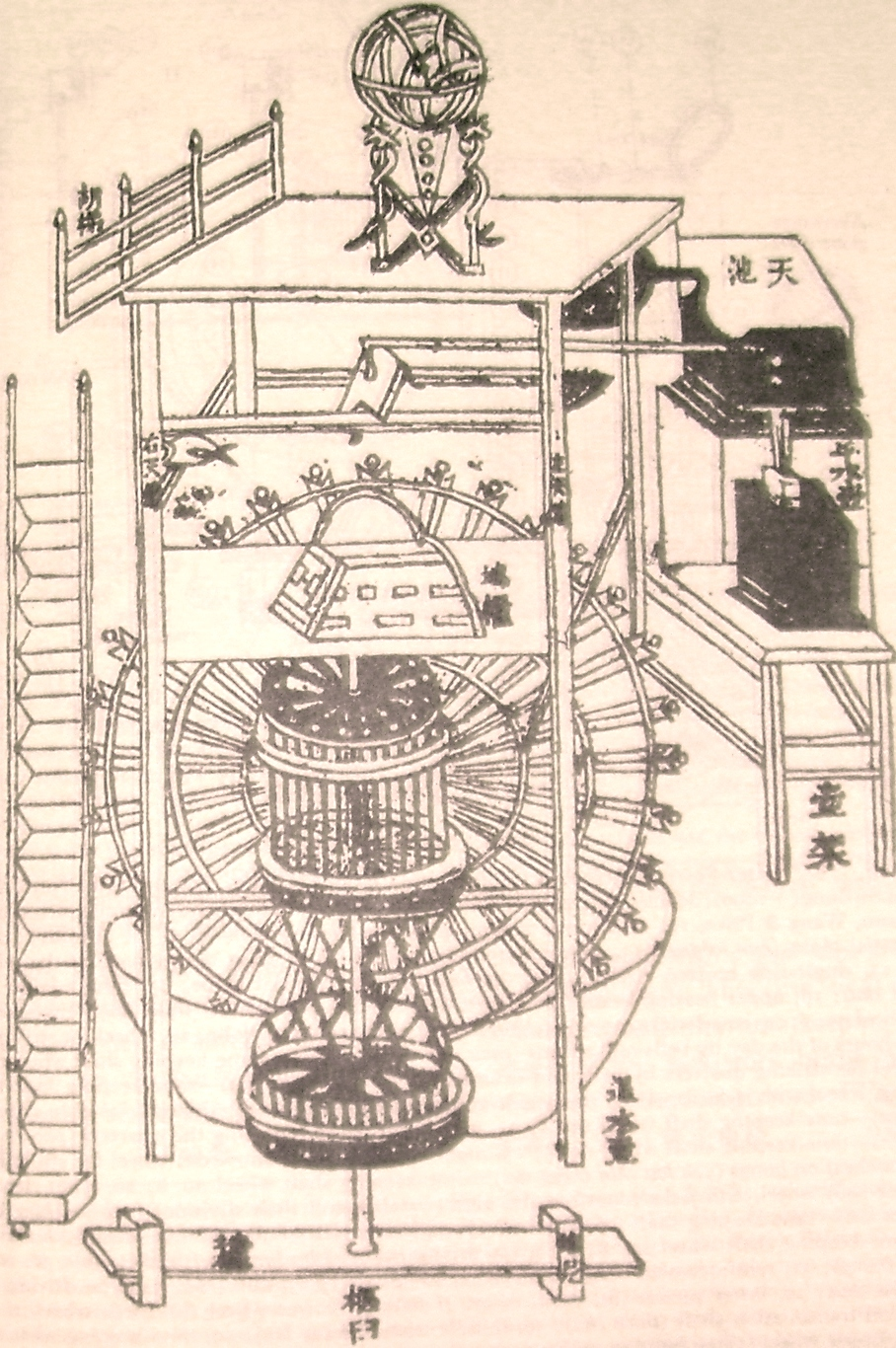
Un diagrama del Libro de Su Song de 1092, mostrando el mecanismo interior de su reloj de torre

Textos antiguos indican que los autómatas mecánicos existentes en China fueron destruidos en el siglo X a. C., durante el período de la dinastía Zhou Occidental. El artesano Yan Shi construyó un humanoide autómata que podía cantar y bailar. Se decía que la máquina poseía órganos parecidos a los reales, como huesos, músculos y articulaciones. El Motor Cósmico, una torre de reloj de 10 metros de altura  construida por Su Song en Kaifeng, en 1088, incluía entre otros dispositivos una serie de muñecos mecánicos que marcaban el paso de las horas haciendo sonar gongs o campanas. Este resurgir de los autómatas continuó durante la dinastía Tang. Daifeng Ma construyó un criado de tocador automatizado para la reina, mientras que Ying Wenliang fabricó un autómata que proponía brindis en los banquetes y una mujer autómata de madera que tocaba el sheng. Entre los autómatas mejor documentados de la antigua China está el de Han Zhile, un japonés que vivió en China a principios del siglo IX a. C.
En el siglo IV a. C., el matemático Arquitas de Tarento habló de una paloma mecánica impulsada con vapor. Abordando la referencia anterior en la Ilíada de Homero, Aristóteles especuló en su Política (322 a. C., libro 1, parte 4), que los autómatas algún día traerían al mundo la igualdad haciendo posible la abolición de la esclavitud:

"Conforme al mismo principio, puede decirse que la propiedad no es más que un instrumento de la existencia, la riqueza una porción de instrumentos y el esclavo una propiedad viva; solo que el operario, en tanto que instrumento, es el primero de todos. Si cada instrumento pudiese, en virtud de una orden recibida o, si se quiere, adivinada, trabajar por sí mismo, como las estatuas de Dédalo o los trípodes de Vulcano, «que se iban solos a las reuniones de los dioses»; si las lanzaderas tejiesen por sí mismas; si el arco tocase por sí solo la cítara, los patronos prescindirían de los operarios y los señores de los esclavos."

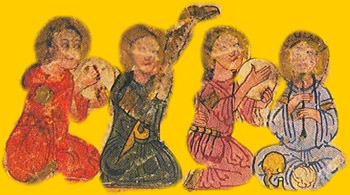
Músicos robots humanoides programables de Al Jazarí

Cuando los griegos controlaban Egipto, se establecieron en Alejandría una serie de ingenieros capaces de construir autómatas. Comenzando con el polimático Ctesibius (285-222 a. C.), los ingenieros alejandrinos dejaron atrás los textos que describían autómatas viables impulsados por mecanismos hidráulicos o por vapor. Ctesibio construyó autómatas con forma de humanos, que a menudo se usaban en ceremonias religiosas y en el culto a las deidades. Uno de los últimos grandes ingenieros alejandrinos, Herón de Alejandría (10-70 a. C.) construyó un teatro de títeres autómatas, en el que las figuras y los escenarios se movían por medios mecánicos. Describió la construcción de tales autómatas en su tratado sobre neumática. Los ingenieros alejandrinos construyeron autómatas como una muestra del aparente dominio de los humanos sobre la naturaleza y como herramientas para los sacerdotes, pero también comenzaron una tradición según la cual, se acabarían construyendo primordialmente para el entretenimiento de cualquiera que fuera lo suficientemente rico.
La primera sociedad posclásica conocida en la que se construyeron autómatas fue el imperio bizantino. Heredaron el conocimiento sobre autómatas de los alejandrinos y lo desarrollaron aún más para construir relojes de agua con mecanismos de engranajes, como los descritos por Procopio de Cesarea alrededor del año 510. El conocimiento sobre cómo construir autómatas se transmitió a los árabes. Harún al-Rashid construyó relojes de agua con gatos hidráulicos complicados y figuras humanas en movimiento. Uno de esos relojes fue regalado a Carlomagno, rey de los francos, en 807. Ingenieros árabes como Banū Mūsā y Al Jazarí publicaron un tratado sobre hidráulica y avanzaron en el arte de los relojes de agua. Los engranajes dentados descritos en El libro del conocimiento de dispositivos mecánicos ingeniosos, publicado por Al Jazarí poco antes de su muerte en 1206, aparecieron 100 años después en los relojes europeos más avanzados. Al Jazarí también publicó instrucciones sobre la construcción de autómatas humanoides.
Los primeros relojes de agua basados en diseños árabes se construyeron en Europa alrededor del año 1000, posiblemente a partir de la información que se transmitió durante el contacto musulmán-cristiano en Sicilia y España. Entre los primeros relojes de agua europeos registrados está el de Gerbert de Aurillac, construido en el año 985. Los relatos épicos sobre autómatas se tradujeron al latín durante el renacimiento del siglo XII. El artista-ingeniero de principios del siglo XIII, Villard de Honnecourt, realizó bocetos para la construcción de varios autómatas. A finales del siglo XIII, Roberto II, conde de Artois, construyó un jardín de placer en su castillo de Hesdin, que incorporaba una serie de robots, tanto humanoides como con forma de animal. Las figuras diseñadas para tañer automáticamente una campana, conocidas como jacquemarts, se hicieron populares en la Europa del siglo XIV formando parte de los relojes mecánicos de torres y campanarios.

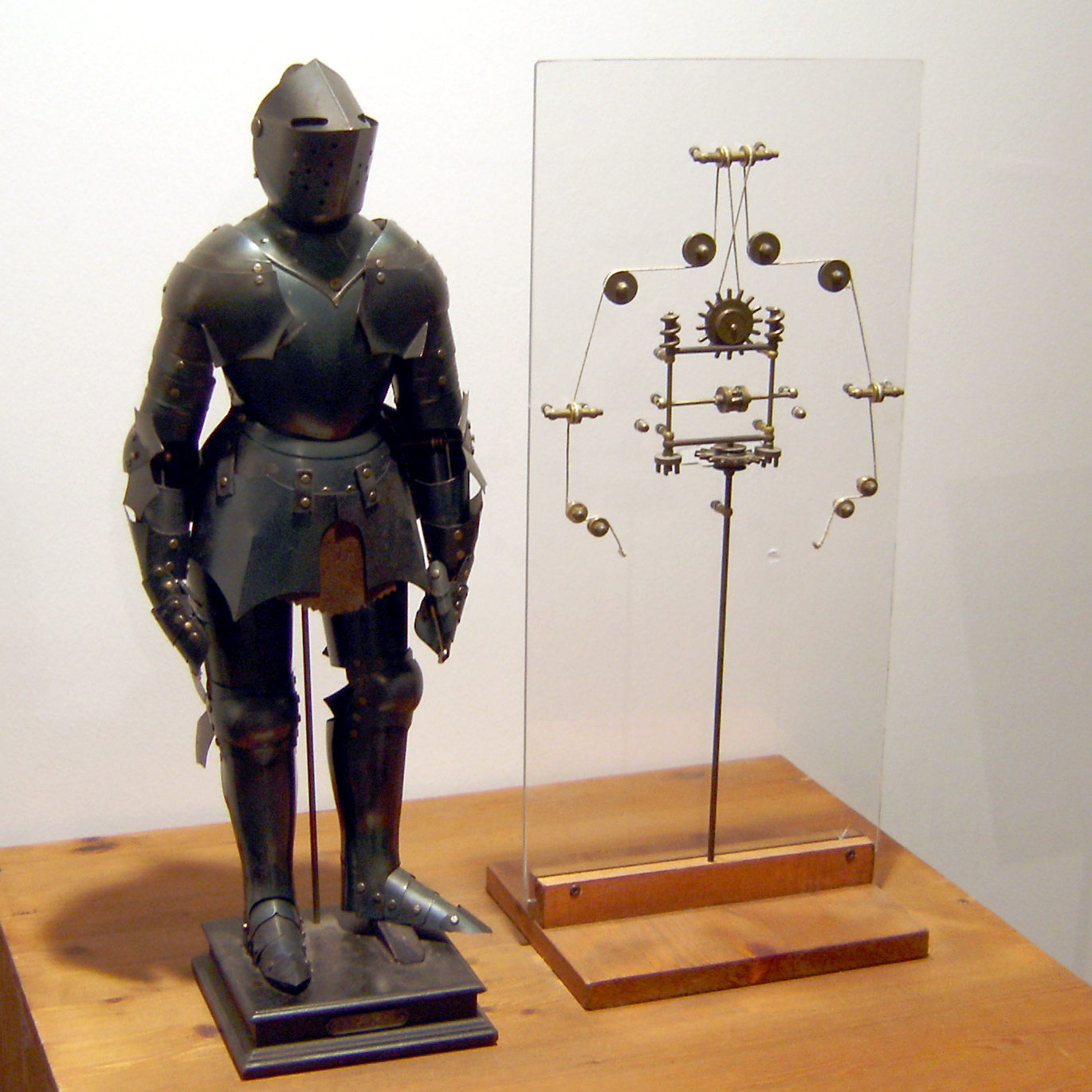
Modelo moderno de un robot, originalmente diseñado y posiblemente construido por el propio Leonardo da Vinci alrededor del año 1495.

Entre los primeros autómatas bien documentados figura un humanoide dibujado por Leonardo da Vinci (1452–1519) alrededor de 1495. Los cuadernos de Leonardo, redescubiertos en parte en 1950, contienen dibujos detallados de un caballero mecánico con armadura, capaz de ponerse en guarda, mover sus brazos, cabeza y mandíbula. En 1533, Johann Müller Regiomontano creó un águila y una mosca autómatas hechos de hierro, de los que se dijo que ambos podían volar. John Dee es también conocido por crear un escarabajo de madera, supuestamente capaz de volar.

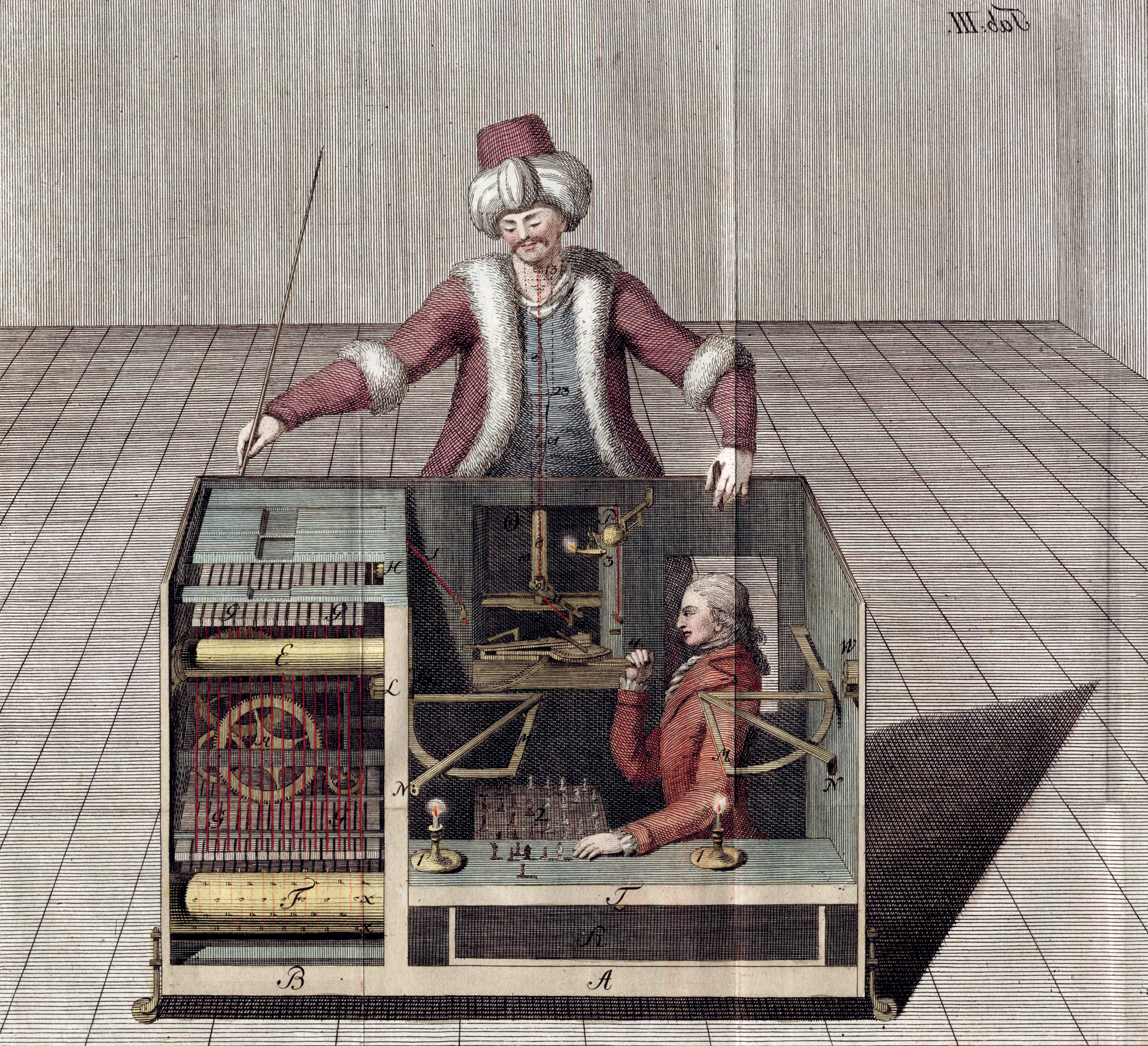
El interior secreto de El Turco, un autómata jugador de ajedrez controlado fraudulentamente por una persona oculta en su interior

El pensador de siglo XVII René Descartes creía que los animales y los humanos eran máquinas biológicas. En su último viaje a Noruega, se llevó una muñeca mecánica que se parecía a su hija muerta Francine. En el siglo XVIII, el maestro fabricante del juguetes Jacques de Vaucanson construyó para Luis XV de Francia un pato automatizado con centenares de partes móviles, que podía comer y beber. Vaucanson posteriormente construyó humanoides autómatas, un tamborilero y un flautista que se caracterizaban por su similitud con los humanos reales. La creación de Vaucanson inspiró a varios otros relojeros de Europa, que también comenzaron a fabricar autómatas mecánicos, introduciendo una moda entre los aristócratas, dispuestos a encargar dispositivos mecánicos sofisticados por diversión. En la década de 1770, el relojero suizo Pierre Jaquet-Droz creó un autómata móvil que parecía un niño. Está figura fascinó a Mary Shelley, y se dice que le llevó a escribir su famoso relato Frankenstein: El Prometeo Moderno. El intento definitivo en la automatización fue un autómata conocido como El Turco, construido por Wolfgang von Kempelen, una máquina sofisticada que podía jugar al ajedrez contra un adversario humano, y con el que su creador recorrió Europa. Cuando se llevó la máquina a Norteamérica, incitó a Edgar Allan Poe a escribir un ensayo, en el que afirmaba que sería imposible para los dispositivos mecánicos acceder a las capacidades de razonar y de pensar. Tiempo después se supo que El Turco era un elaborado fraude, y que su asombrosa capacidad para jugar al ajedrez era debida a una persona oculta en su interior.

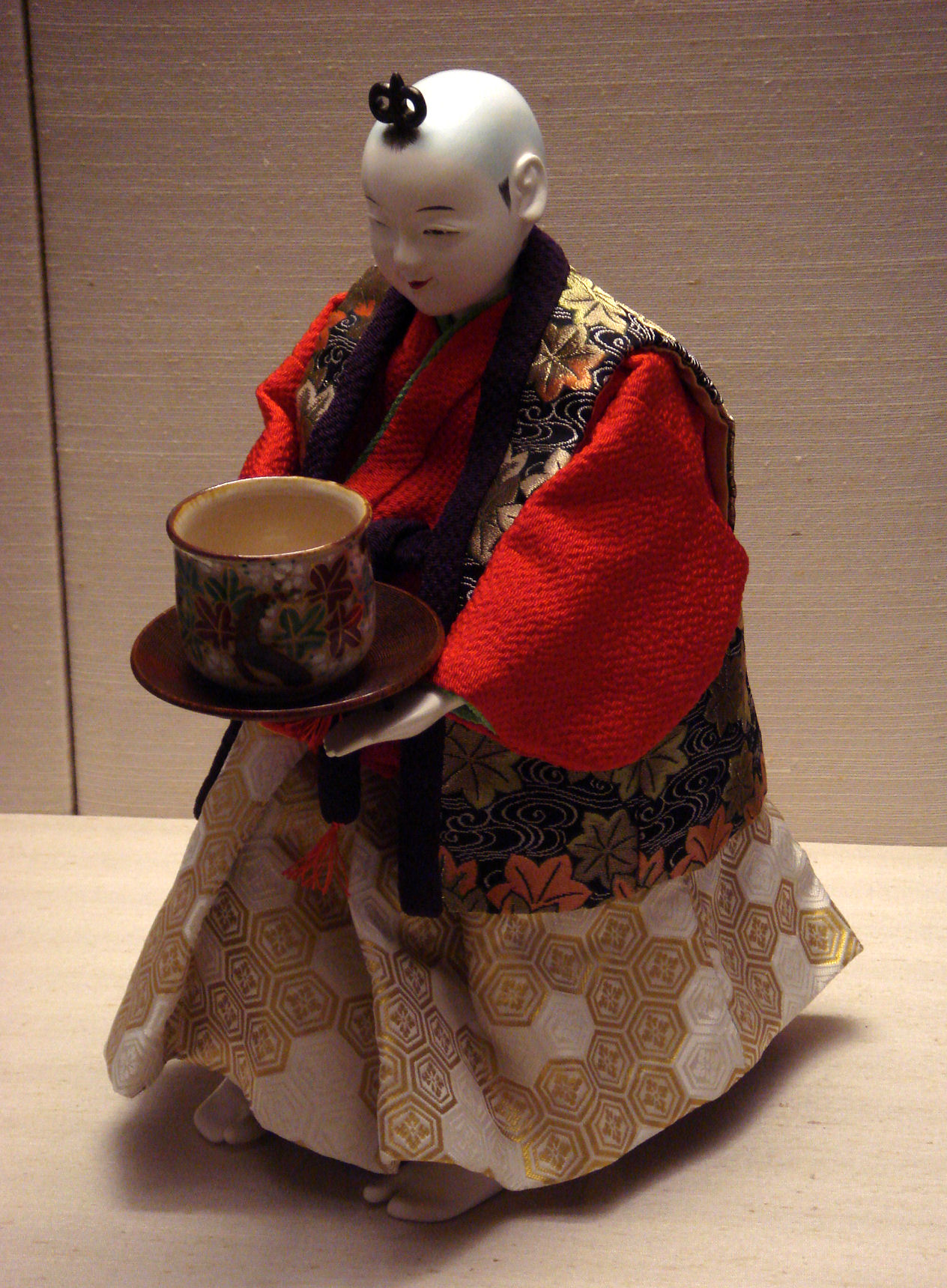
Servir el te karakuri, con máquinas,. Museo Nacional de Ciencia de Japón (Tokio)

El artesano japonés Hisashige Tanaka, conocido como "El Edison japonés", creó en el siglo XIX una gran variedad de juguetes mecánicos extremadamente complejos: algunos podían servir té, lanzar flechas desde su aljaba, o incluso pintar personajes japonéses kanji. También en Japón había sido publicado en 1796 el relevante texto Karakuri Zui (Maquinaria Ilustrada). En 1898, Nikola Tesla presentó en el Madison Square Garden de Nueva York su "teleautomatón", un prototipo de barco controlado a distancia como "un autómata que, abandonado a su suerte, actuará como si estuviera dotado de razón y sin ningún control voluntario desde el exterior". Defendió su invento frente a los periodistas críticos, argumentando que no era un "torpedo inalámbrico", sino "el primero de una raza de robots, hombres mecánicos que realizarán el trabajo laborioso de la raza humana".

## Historia moderna

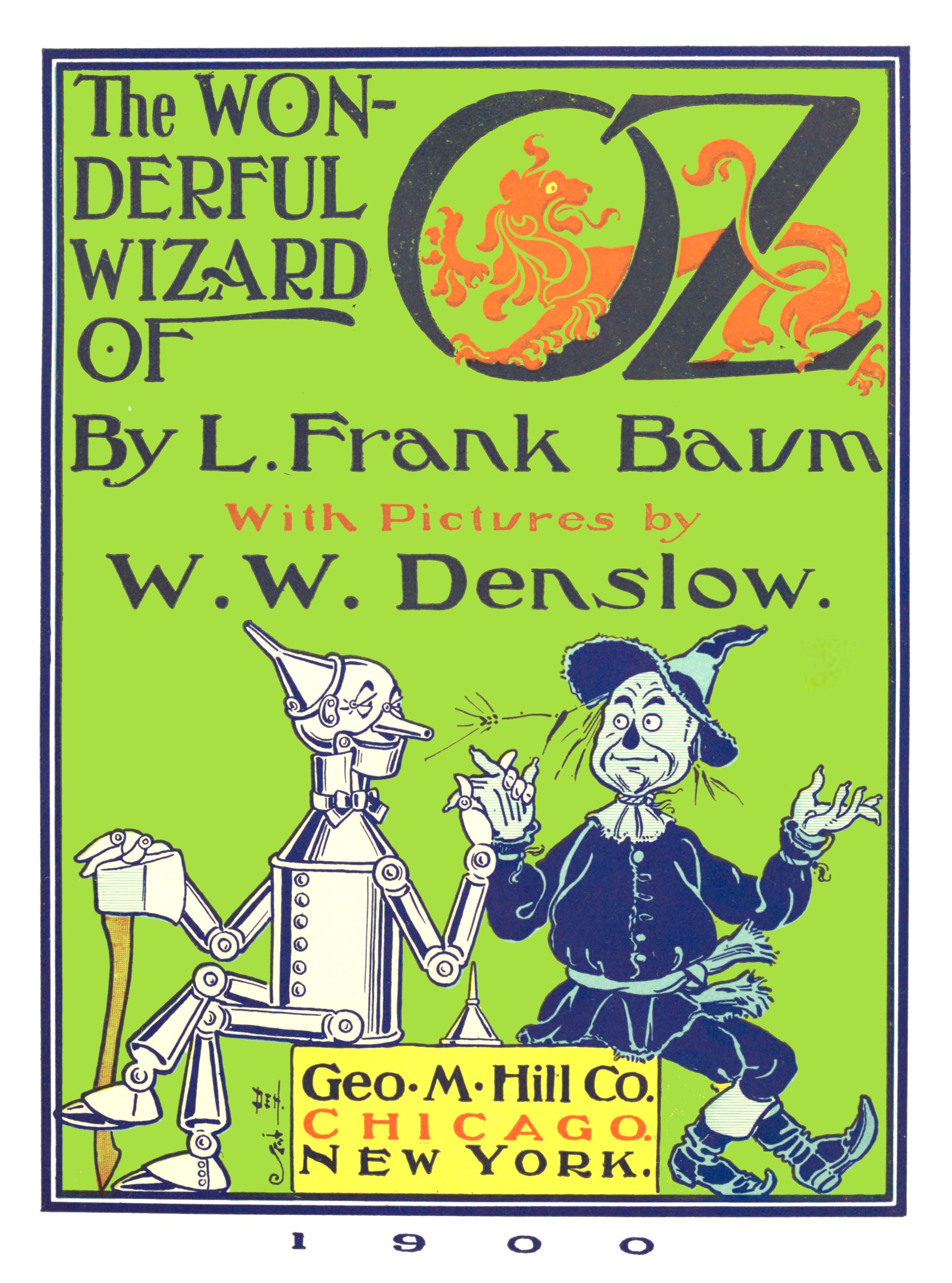
La página interior de un título de 1900 El Maravilloso Brujo de Oz edición.

### Años 1900
A partir de 1900, L. Frank Baum introdujo tecnología contemporánea en la literatura infantil en la serie de Oz. En El maravilloso mago de Oz (1900), Baum contó la historia de un cíborg (el hombre de hojalata), un leñador humano al que un hojalatero le reemplazó las extremidades, la cabeza y el cuerpo después de que su malvada hacha se los cortara. En Ozma of Oz (1907) Baum describe a un hombre de cobre animado por un mecanismo de relojería llamado Tik-Tok, al que hay que darle cuerda continuamente, y que se detiene en los momentos más inoportunos.
En 1903, el ingeniero español Leonardo Torres Quevedo presentó en la Academia de Ciencias de Francia un sistema de control basado en ondas de radio, llamado "Telekino". Estaba pensado como una forma de poner a prueba un dirigible de su propio diseño sin arriesgar vidas humanas. A diferencia de otros métodos, que realizaban acciones de "encendido/apagado", Torres estableció un sistema para controlar cualquier dispositivo mecánico o eléctrico con diferentes estados de funcionamiento. El transmisor era capaz de enviar una familia de diferentes palabras clave mediante una señal telegráfica binaria, y el receptor podía establecer un estado de funcionamiento diferente en el dispositivo que se estuviera utilizando, dependiendo de la palabra clave. El Telekino podía ejecutar 19 comandos diferentes. En 1905, Torres Quevedo decidió realizar las pruebas iniciales del Telekino en un vehículo terrestre eléctrico de tres ruedas. En 1906, en presencia de una audiencia que incluía al Rey de España, hizo una demostración de su invento en el puerto de Bilbao, guiando un barco desde la orilla con personas a bordo, que se controlaba a una distancia de más de 2 km.

### Años 1910

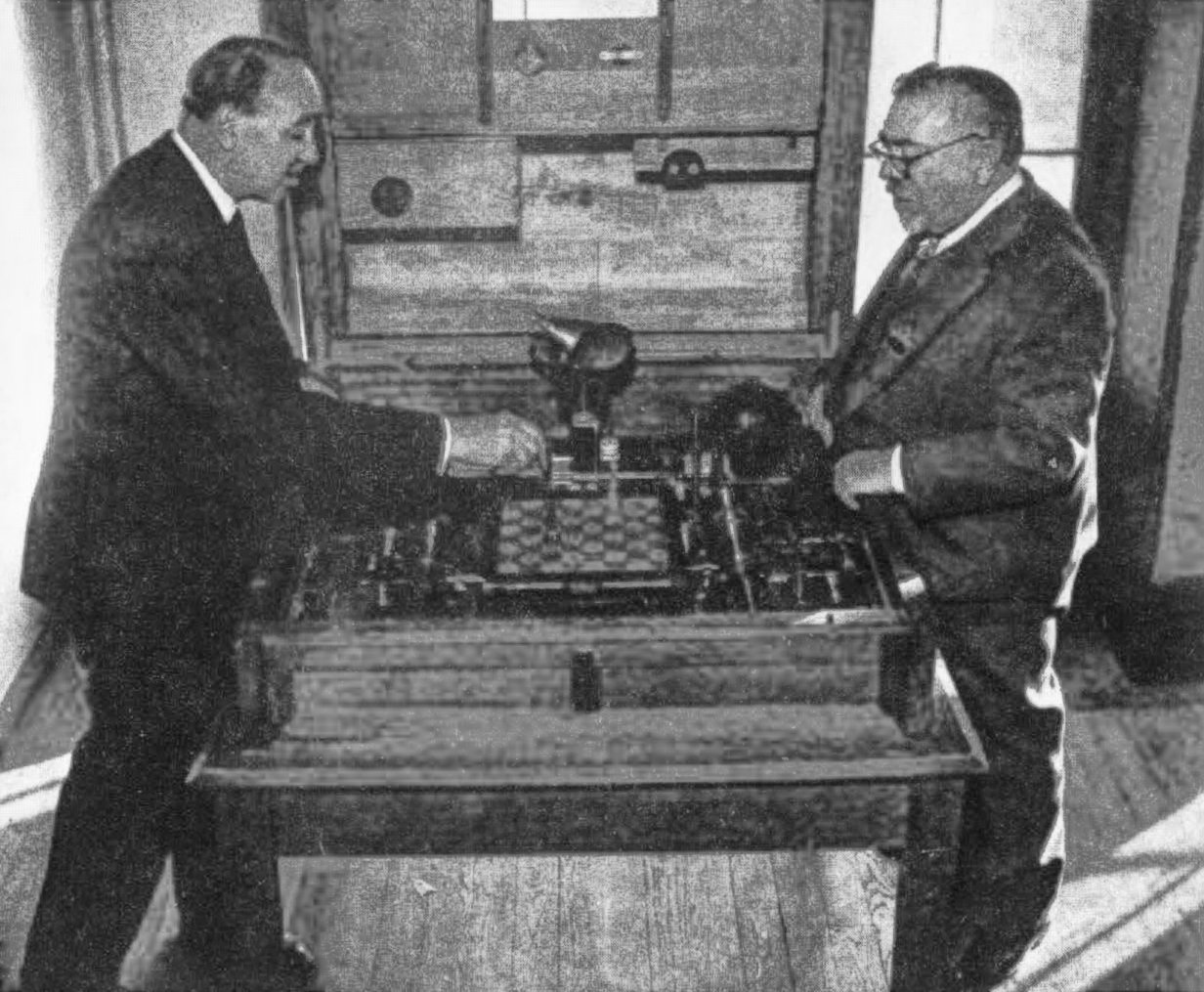
Gonzalo, hijo de Leonardo Torres Quevedo, mostrando El Ajedrecista al matemático Norbert Wiener

En 1912, el propio ingeniero de caminos español Leonardo Torres Quevedo construyó la primera máquina verdaderamente autónoma capaz de jugar al ajedrez. A diferencia de autómatas como El Turco y Ajeeb, operadas de forma oculta por humanos, El Ajedrecista de Torres Quevedo disponía de una verdadera automatización integrada, construida para jugar al ajedrez sin guía humana. Solo jugaba un final de partida con tres piezas, moviendo automáticamente el rey blanco y una torre hasta dar jaque mate al rey negro, movido por un oponente humano. En 1951 El Ajedrecista derrotó a Savielly Tartakower en la Conferencia Cibernética de París, siendo el primer gran maestro internacional en ser derrotado por una máquina. En su artículo de 1914 Ensayos sobre Automática, Torres Quevedo propuso una máquina que realizase "juicios" utilizando sensores que capturaran información del exterior, partes que manipulasen el mundo exterior como brazos, fuentes de energía como baterías y presión de aire, y lo más importante, la información capturada y la información procesada. Se definió como un organismo que puede controlar reacciones en respuesta a información externa y adaptarse a cambios en el entorno para cambiar su comportamiento.

### Años 1920

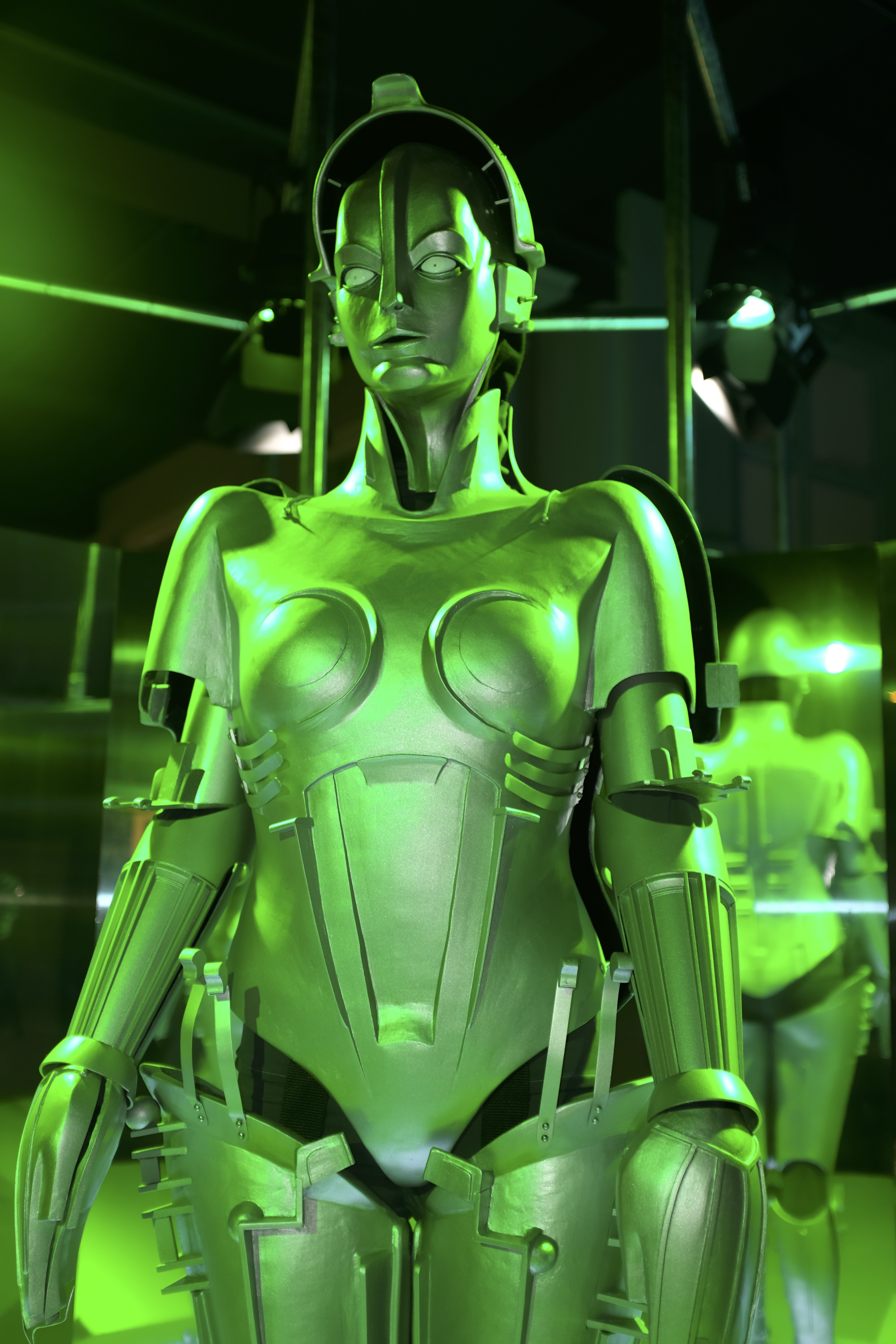
El robot Maria de la película de 1927 Metrópolis

El término "robot" fue usado por primera en la obra de teatro del escritor checo Karel Čapek R.U.R. (Robots Universales Rossum), una sátira donde los robots eran seres biológicos fabricados para que realizasen todos los trabajos manuales desagradables. Según Čapek, la palabra robota (que en checo significa "servidumbre") se la sugirió su hermano Josef. La obra R.U.R sería el primer texto en el que se sustituyó el conocido término "autómata" por la palabra "robot". Sin embargo, hasta la década de 1950, en los Estados Unidos la palabra "robot" se pronunciaba como "robit" en películas, radio y programas de televisión: por ejemplo: Episodio "The Lonely" de la serie The Twilight Zone, emitido el 15 de noviembre de 1959, y en el programa de radio de ciencia ficción X Minus One.
La empresa eléctrica Westinghouse construyó en 1926 el Televox, una silueta de cartón prensado articulada con la forma esquemática de un ser humano, que en su pecho tenía insertada una caja con interruptores conectada a varios dispositivos que podían apagar y encender los usuarios. En 1927 se estrenó la película Metrópolis dirigida por el alemán Fritz Lang, en la que las Maschinenmensch ("máquina-humano"), un  robot humanoide ginoide, también llamado "Parody", "Futura", "Robotrix", o "Maria impersonator" (papel interpretado por la actriz alemana Brigitte Helm), fue el primer robot jamás representado en una película.
El más famoso autómata robótico japonés se presentó al público en 1927. Se llamaba Gakutensoku, y era capaz de adoptar distintas expresiones faciales a través del movimiento de sus párpados. Activado por aire comprimido, también era capaz de escribir fluidamente. Se construyeron numerosos robots para propósitos de relaciones públicas de empresas importantes antes de la generalización del uso de los ordenadores capaces de accionar servomecanismos. Eran principalmente máquinas que podían realizar algunos trucos, como los autómatas del siglo XVIII. En 1928 se exhibió uno de los primeros robots humanoides en la exposición anual de la Sociedad de Ingenieros de Modelado en Londres. Inventado por W. H. Richards, el robot (llamado Eric) consistía en una armadura de aluminio equipada con once electroimanes y un motor alimentado por una fuente eléctrica de 12 voltios. El robot podía mover sus manos y cabeza, y ser controlado por voz o por control remoto.

### Años 1930
Los primeros diseños de robots industriales se pusieron en producción en los Estados Unidos. Estos manipuladores poseían articulaciones a semejanza de un brazo humano, y reproducían la cinemática de hombros y muñecas para replicar determinados movimientos humanos, como tirar, empujar, presionar y levantar. Los movimientos se podían controlar mediante programas mecánicos compuestos por levas dispuestas para accionar interruptores. En 1938 Willard V. Pollard presentó la primera solicitud de patente para un brazo de este tipo, el "Aparato de control de posición" con controladores electrónicos, cilindros neumáticos y motores que accionaban seis ejes de movimiento. Pero el sistema de memoria utilizado, que se valía de un primitivo tambor magnético, hacía que la programación de los movimientos de los robots llevara mucho tiempo y fuera complicado.
El robot humanoide conocido como Electro se mostró en la Exposición Universal de 1939. Medía 2,1 m de alto y pesaba 120 kg, podía caminar siguiendo comandos de voz, decir unas 700 palabras (utilizando un fonógrafo de 78 rpm), fumar cigarrillos, inflar globos y mover la cabeza y los brazos. El cuerpo estaba formado por un sistema de levas y engranajes de acero, que formaban su esqueleto motor, recubierto por una piel de aluminio.
En 1939, Konrad Zuse construyó una computadora pionera, el primer sistema electromecánico programable, sentando las bases para la construcción de las máquinas humanoides que ahora se consideran robots. La aplicación práctica de la lógica binaria a los interruptores eléctricos ya había sido demostrada por Claude Shannon, pero su calculadora no era programable.

### Años 1940
En 1941 y 1942, Isaac Asimov formuló sus famosas "tres leyes de la robótica" y, en el proceso, popularizó la palabra "robótica". En 1945, Vannevar Bush publicó el libro Como podríamos pensar, un ensayo que investigaba el potencial del procesamiento electrónico de datos. Predijo el auge de las computadoras, los procesadores de texto digitales, el reconocimiento del habla y la traducción automática. Poco después, Ted Nelson le atribuyó el mérito de ser el inventor del hipertexto.

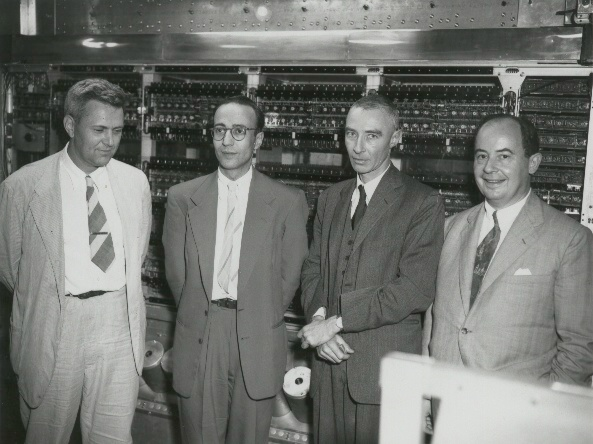
Julian Bigelow en el Instituto de Estudios Avanzados de Princeton (de izquierda a derecha: Bigelow, Herman Goldstine, Robert Oppenheimer y John von Neumann)

En 1943, Arturo Rosenblueth Stearns, Norbert Wiener y Julian Bigelow adoptaron el sistema nervioso central humano como paradigma de control para el sistemas de armas automáticas. Al hacerlo, fueron pioneros en la cibernética (del griego timonel) y modelaron el procesamiento de datos sobre la suposición de que un animal comunica continuamente su experiencia sensorial a su sistema nervioso central como retroalimentación automática e involuntaria, pudiendo así regular procesos como la respiración, la circulación sanguínea y la digestión. Después de la Segunda Guerra Mundial, en una conferencia sobre cibernética celebrada en 1946, Warren McCulloch reunió a un equipo de matemáticos, ingenieros informáticos, fisiólogos y psicólogos para trabajar en el funcionamiento de las máquinas utilizando sistemas biológicos como punto de partida. Tras la publicación de su libro en 1948, la idea de Wiener de que los sistemas inanimados podrían simular sistemas biológicos y sociales mediante el uso de sensores condujo a la adaptación de las teorías cibernéticas a las máquinas industriales. Pero los servocontroles de la época demostraron ser inadecuados para lograr el nivel deseado de automatización.
Los primeros robots electrónicos autónomos con comportamiento complejo fueron creados por William Grey Walter en el Instituto Neurológico Burden de Bristol, Inglaterra, en 1948 y 1949. Quería demostrar que las ricas conexiones entre un pequeño número de neuronas podían dar lugar a comportamientos muy complejos. Esencialmente, concluyó que el secreto de cómo funciona el cerebro reside en cómo está conectado. Sus primeros robots, llamados Elmer y Elsie, fueron construidos entre 1948 y 1949 y a menudo se los describía como "tortugas" debido a su forma y su lento ritmo de movimiento. Los robots tortuga de tres ruedas eran capaces de desarrollar un comportamiento fototáxico, lo que les permitía encontrar el camino a un punto de recarga cuando se quedaban sin batería.
Walter destacó la importancia de utilizar electrónica analógica para simular procesos cerebrales, en una época en la que sus contemporáneos, como Alan Turing y John von Neumann, estaban cambiando hacia una visión de los procesos mentales en términos de computación de datos binarios. El trabajo de Walters inspiró a generaciones posteriores de investigadores en robótica, como Rodney Brooks, Hans Moravec y Mark Tilden. Modelos modernos de las "tortugas" de Walters se pueden encontrar en la forma de dispositivos de robótica BEAM, no programables y basados en electrónica analógica.

### Años 1950

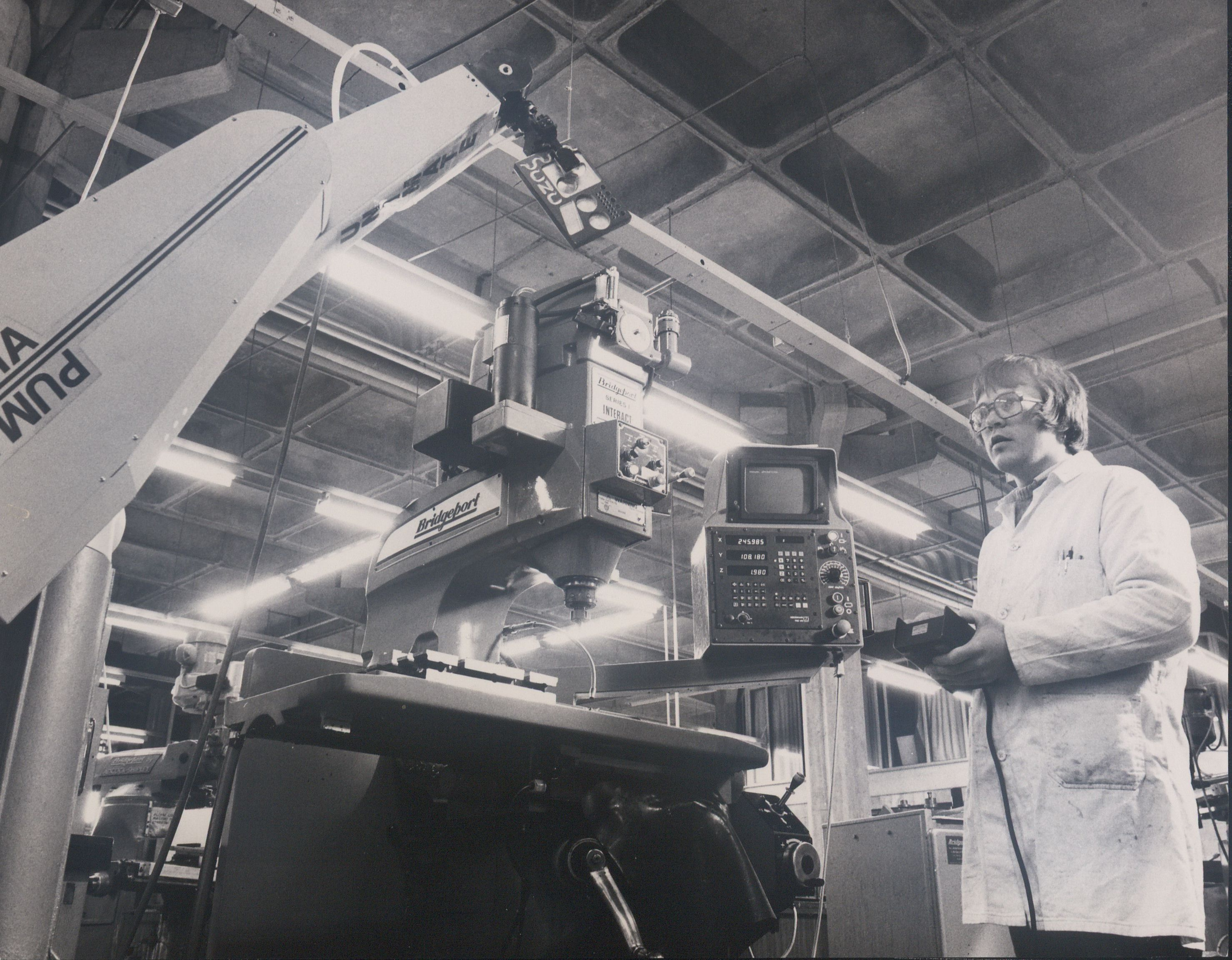
Los robots industriales Unimate Puma 500 y Puma 560 (1986)

En 1951, Walter publicó el artículo "Una máquina que aprende", en el que documentaba cómo sus robots mecánicos más avanzados actuaban como agentes inteligentes, demostrando su capacidad de aprendizaje mediante el reflejo condicionado.
Unimate, el primer robot programable y operado digitalmente, fue inventado por George Devol en 1954 y "representa la base de la industria robótica moderna".
En Japón, los robots se convirtieron en personajes populares de los cómics, pasando a ser iconos culturales. En este ambiente, el gobierno japonés se vio impulsado a financiar la investigación sobre robótica. Entre los personajes más emblemáticos estaba Astroboy, a quien se le enseña a experimentar los sentimientos humanos como el amor, el coraje y la duda sobre uno mismo. Culturalmente, los robots en Japón se han considerado compañeros dedicados a ayudar a sus homólogos humanos.
La introducción de los transistores en las computadoras a mediados de la década de 1950 redujo su tamaño y aumentó su rendimiento. Por lo tanto, la informática y la programación se pudieron incorporar a diversas aplicaciones, incluida la automatización. En 1959, los investigadores del Instituto de Tecnología de Massachusetts (MIT) demostraron la factibilidad de la fabricación asistida por computadora.

### Años 1960
George Devol vendió el primer Unimate a General Motors en 1960, que se instaló en 1961 en una factoría de la localidad de Ewing (Nueva Jersey). Su trabajo consistía en levantar las piezas de metal calientes producidas por una máquina de fundición a presión, y colocarlas en un líquido refrigerante. "Sin ninguna fanfarria, el primer robot funcional del mundo se unió a la línea de montaje de la planta de General Motors en Ewing Township en la primavera de 1961... Era un molde de fundición a presión automatizado que dejaba caer manijas de puertas al rojo vivo y otras piezas de automóviles en cubetas de líquido refrigerante sobre una cinta que las transportaba hasta los trabajadores para que las recortaran y pulieran". La patente de Devol para el primer brazo robótico programable operado digitalmente representa la base de la industria robótica moderna.

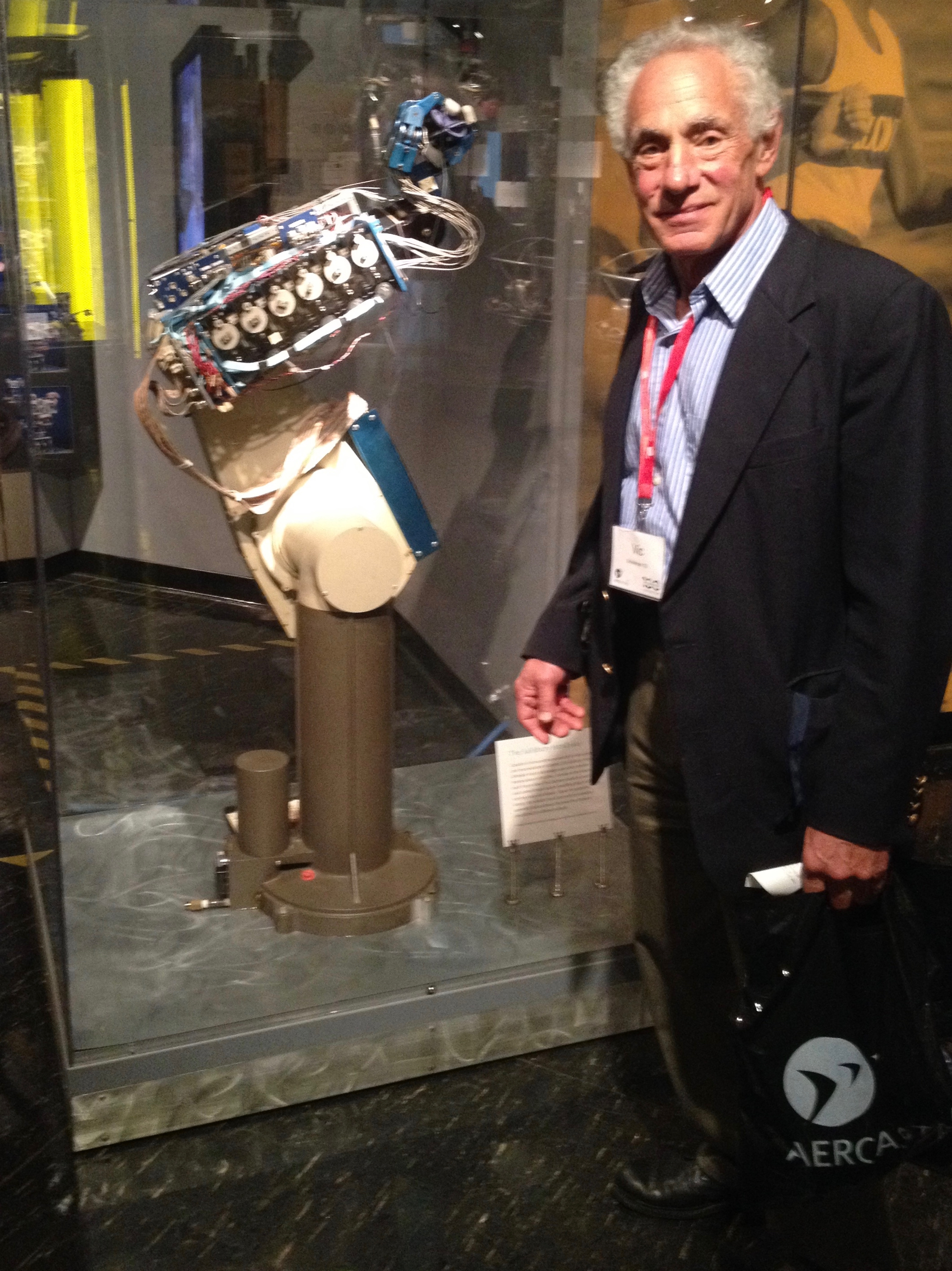
Victor Scheinman en el Museo del MIT con un robot PUMA en 2014

El brazo Rancho se desarrolló como un brazo robótico para ayudar a los pacientes discapacitados en el Hospital Rancho Los Amigos de Downey (California). Este brazo controlado por computadora fue comprado por la Universidad de Stanford en 1963. En 1967, el primer robot industrial se incorporó a una cadena de producción en Japón. Por entonces, la compañía American Machine and Foundry había desarrollado el robot Versatran. Un año después, Unimation puso en producción un diseño de robot hidráulico para Kawasaki Heavy Industries. Marvin Minsky creó el Tentacle Arm en 1968, cuyo brazo estaba controlado por computadora y sus 12 articulaciones eran accionadas hidráulicamente. En 1969, el estudiante de ingeniería mecánica Victor Scheinman creó el Stanford Arm, reconocido como el primer brazo robótico electrónico controlado por computadora (dado que las instrucciones del Unimate se almacenaban en un tambor magnético).
A fines de la década de 1960, la guerra de Vietnam se convirtió en el campo de pruebas para la tecnología de comando automatizado y las redes de sensores. En 1966, se propuso la creación de la Línea McNamara, con el objetivo de no requerir prácticamente ninguna fuerza terrestre para mantener la frontera. Esta red de sensores sísmicos y acústicos, de fotorreconocimiento y de minas terrestres activadas por sensores se instaló solo parcialmente, debido a su alto costo. El primer robot móvil capaz de razonar sobre su entorno, Shakey, fue construido en 1970 por el Instituto de Investigación de Stanford (ahora SRI International). Shakey combinaba múltiples sensores, incluyendo cámaras de televisión, un telémetro láser y "sensores de impacto" para poder desplazarse con seguridad.

### Años 1970

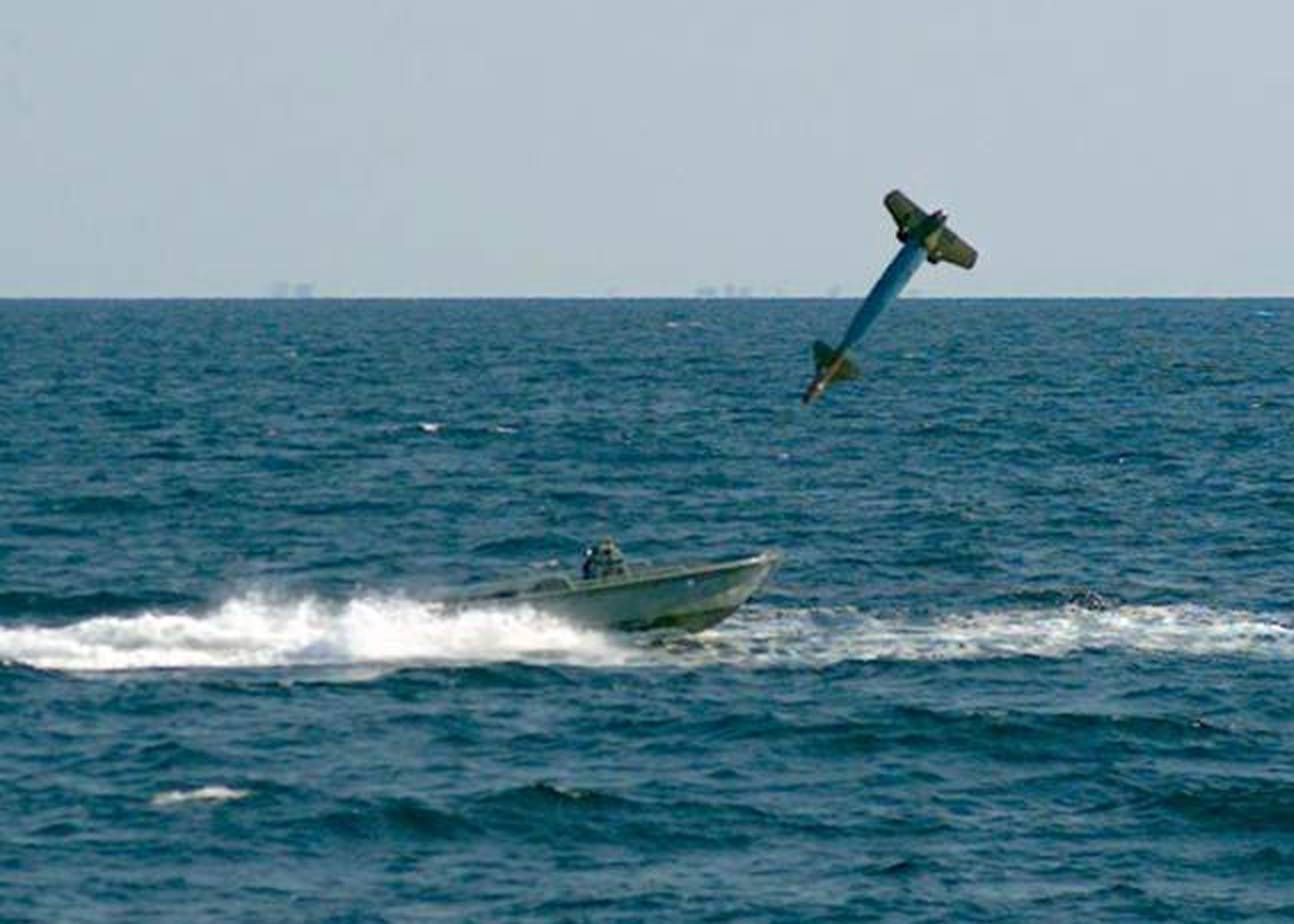
Un GBU-10 Paveway II, una bomba guiada por láser estadounidense, basada en la bomba de propósito general Mark 84, pero con guiado láser y aletas para controlar su orientación. Se puso en servicio hacia 1976

A principios de los años 1970 se desarrollaron municiones de precisión y armas inteligentes. Las armas se volvieron robóticas con el desarrollo de las terminales de guiado. Al final de la guerra de Vietnam se desplegaron las primeras bombas guiadas por láser, que podían encontrar su objetivo siguiendo un rayo láser que apuntaba hacia él. Durante 1972, las bombas guiadas por láser demostraron ser efectivas durante la Operación Linebacker, pero aún dependían en gran medida de operadores humanos. Las armas denominadas dispara y olvida también se desplegaron por primera vez al final de la guerra de Vietnam. Una vez lanzadas, no se requería más atención o acción por parte del operador.
Los científicos dedicados a la robótica en Japón lograron considerables avances en el desarrollo de robots humanoides en los años 1970. La Universidad de Waseda inició el proyecto WABOT en 1967, y en 1972 completó el WABOT-1, el primer robot inteligente humanoide a escala real del mundo. Su sistema de control de extremidades le permitía caminar con las extremidades inferiores y agarrar y transportar objetos con las manos utilizando sensores táctiles. Su sistema de visión le permitía medir distancias y direcciones de objetos utilizando receptores externos, ojos y oídos artificiales. Y su sistema de conversación le permitía comunicarse con una persona en japonés, con una boca artificial. Esto lo convirtió en el primer androide funcional.
Freddy y Freddy II eran robots construidos en la Facultad de Informática de la Universidad de Edimburgo por Pat Fothergill, Robin Popplestone, Austin Tate y Donald Michie, y eran capaces de ensamblar bloques de madera durante varias horas seguidas. Por su parte, la empresa alemana KUKA construyó el primer robot industrial del mundo con seis ejes accionados electromecánicamente, conocido como FAMULUS.
En 1974, Michael J. Freeman creó a Leachim, un robot pensado para ejercer como un maestro, que fue programado con el currículo de sus alumnos, así como con cierta información biográfica sobre los 40 estudiantes a los que debía dar clase. Leachim tenía la capacidad de sintetizar el habla que utilizaba. Fue puesto a prueba en un aula de cuarto grado en el distrito de El Bronx de Nueva York.
En 1974, David Silver diseñó el brazo de Siver, que era capaz de realizar movimientos finos que imitaban a las manos humanas. Sensores de tacto y presión le proporcionaban información que analizaba una computadora. El brazo robótico de ensamblaje de comportamiento selectivo (el Robot SCARA), se creó en 1978 como un brazo robótico eficiente de 4 ejes. El SCARA, que se utilizaba eficazmente para recoger piezas y colocarlas en otra ubicación, se introdujo en las líneas de ensamblaje en 1981.
El Stanford Cart, un vehículo eléctrico experimental del tamaño de un carro de supermercado, cruzó con éxito una habitación llena de sillas en 1979. Dependía principalmente de la estereopsis para navegar y determinar las distancias. El Instituto de Robótica de la Universidad Carnegie Mellon fue fundado en 1979 por Raj Reddy.

### Años 1980

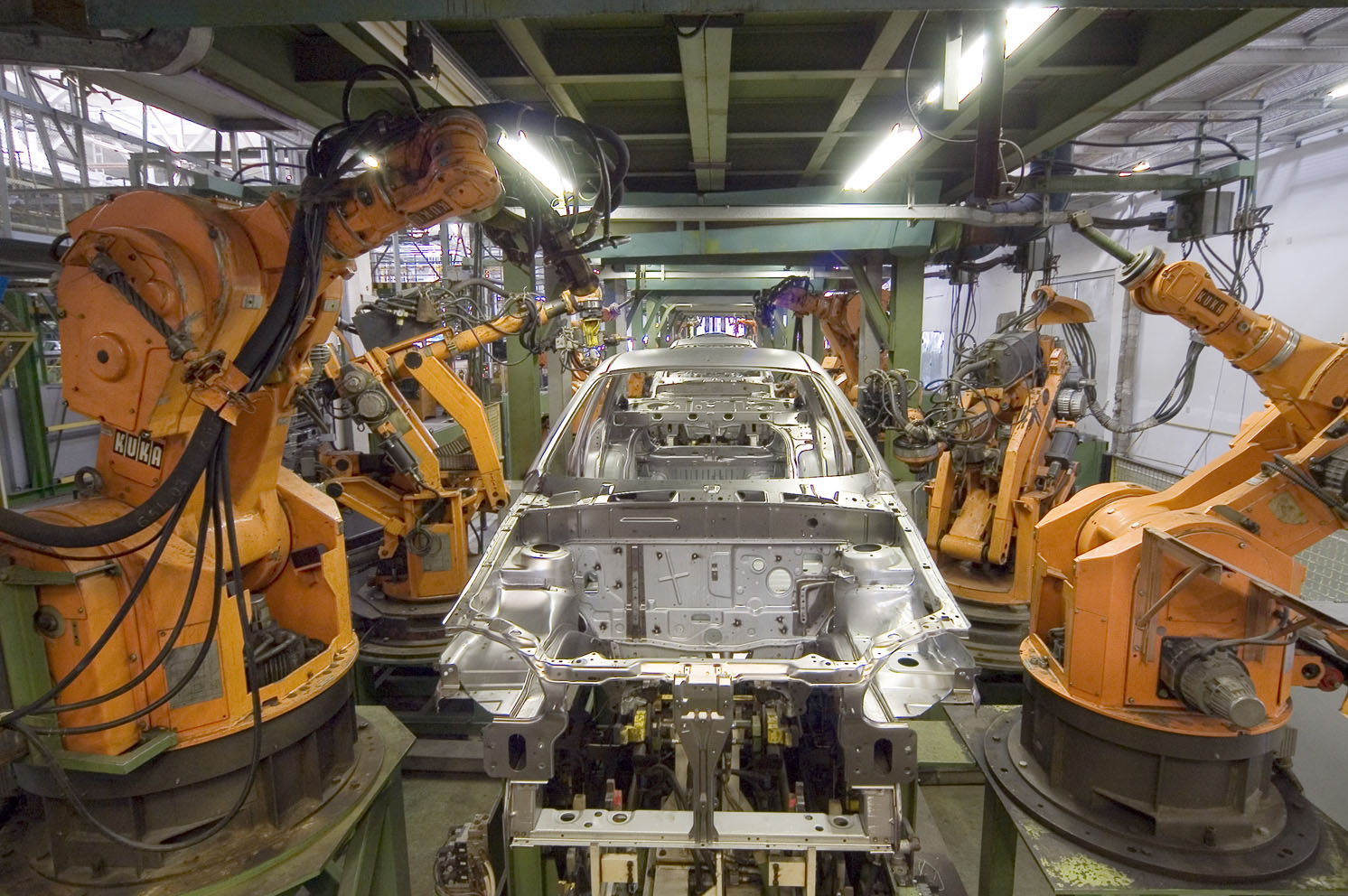
Robots KUKA IR 160/60 de 1983

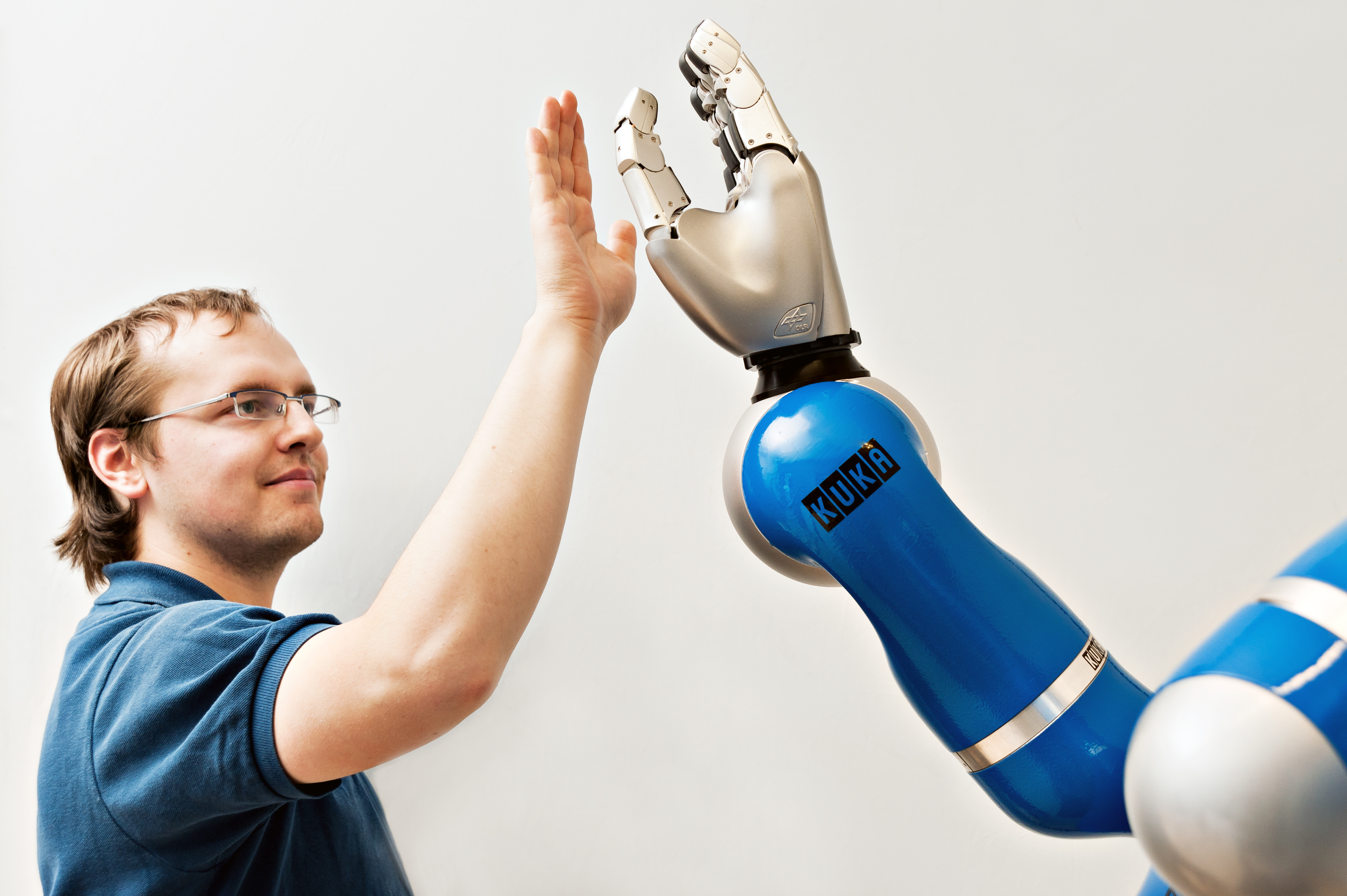
Los sensores permiten que los robots colaborativos (cobots) interactúen directamente con los humanos en un espacio de trabajo compartido

El ingeniero japonés Takeo Kanade creó el primer "brazo de accionamiento directo" en 1981. El primero de su tipo, los motores del brazo estaban contenidos dentro del propio robot, eliminando los complejos sistemas de transmisión mecánica utilizados hasta entonces.
En 1984 se presentó el Wabot-2, un robot capaz de tocar el órgano, que disponía los 10 dedos de las manos y de dos pies, que podía leer una partitura y acompañar a una persona.
En 1986, Honda comenzó su programa de investigación y desarrollo de humanoides para crear robots capaces de interactuar con éxito con los humanos. El MIT mostró en 1989 un robot hexápodo llamado Genghis, famoso por poderse fabricar de manera rápida y económica debido a la optimización de los métodos y de los componentes utilizados en su construcción. Utilizaba 4 microprocesadores, 22 sensores y 12 servomotores. Rodney Brooks y Anita M. Flynn publicaron el artículo "Rápido, barato y fuera de control: una invasión robótica del sistema solar". El documento abogaba por la creación de robots más pequeños y baratos en mayor número para aumentar el tiempo de producción y disminuir la dificultad de lanzar robots al espacio.

### Años 1990

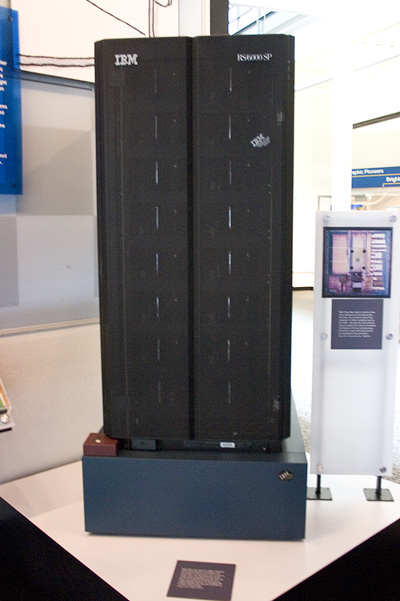
La computadora Deep Blue de IBM, que derrotó al campeón mundial de ajedrez Garri Kaspárov en 1997

En 1994, uno de los aparatos más exitosos para cirugía asistida por robot fue aprobado por la FDA. El Cyberknife fue inventado por John R. Adler, y el primer sistema se instaló en la Universidad de Stanford en 1991. Este sistema de radiocirugía integraba la cirugía guiada por imagen con el posicionamiento robótico, y se usa para intervenir a pacientes con tumores cerebrales o de columna. Una cámara de rayos X rastrea el desplazamiento y compensa el movimiento causado por la respiración.
El robot biomimético RoboTuna fue construido por el estudiante de doctorado David Barrett en el Instituto de Tecnología de Massachusetts en 1996 para estudiar cómo nadan los peces en el agua. Se diseñó para que fuese capaz de nadar, emulando los movimientos de un atún de aleta azul.
El robot humanoide P2 de Honda se presentó por primera vez en 1996. Denominado inicialmente como el "Modelo Prototipo 2", el P2 fue una parte integral del proyecto de desarrollo humanoide de Honda; con poco más de 1,8 metros de altura, era más pequeño que sus predecesores y parecía moverse de manera más humana.
Aunque se esperaba que operase tan solo durante siete días, el rover Sojourner finalmente se apagó después de 83 días de operación en 1997. Este pequeño robot (de solo 10,5 kg de peso) realizó operaciones semi-autónomas en la superficie de Marte como parte de la misión Mars Pathfinder. Equipado con un programa para evitar obstáculos, el Sojourner fue capaz de planificar y de recorrer rutas para estudiar la superficie del planeta. Su capacidad para navegar con poca información acerca de su entorno y alrededores cercanos le permitió reaccionar en tiempo real ante eventos y objetos no planificados.
El robot humanoide P3 fue presentado por Honda en 1998, como parte del proyecto humanoide a largo plazo de la compañía. En 1999, Sony presentó el Aibo, un perro robótico capaz de interactuar con humanos. Las primeras unidades lanzadas en Japón se agotaron en 20 minutos. Honda reveló el resultado más avanzado de su proyecto humanoide en 2000, llamado ASIMO, un robot que puede correr, caminar, comunicarse con humanos, reconocer rostros, identificar su entorno así como voces y posturas, e interactuar con los seres que lo rodean. La compañía también mostró los Sony Dream Robots, pequeños humanoides en desarrollo pensados para el entretenimiento. En octubre de 2000, las Naciones Unidas estimaron que había unos 742.500 robots industriales en el mundo, y más de la mitad de ellos se utilizaban en Japón.

### Años 2000

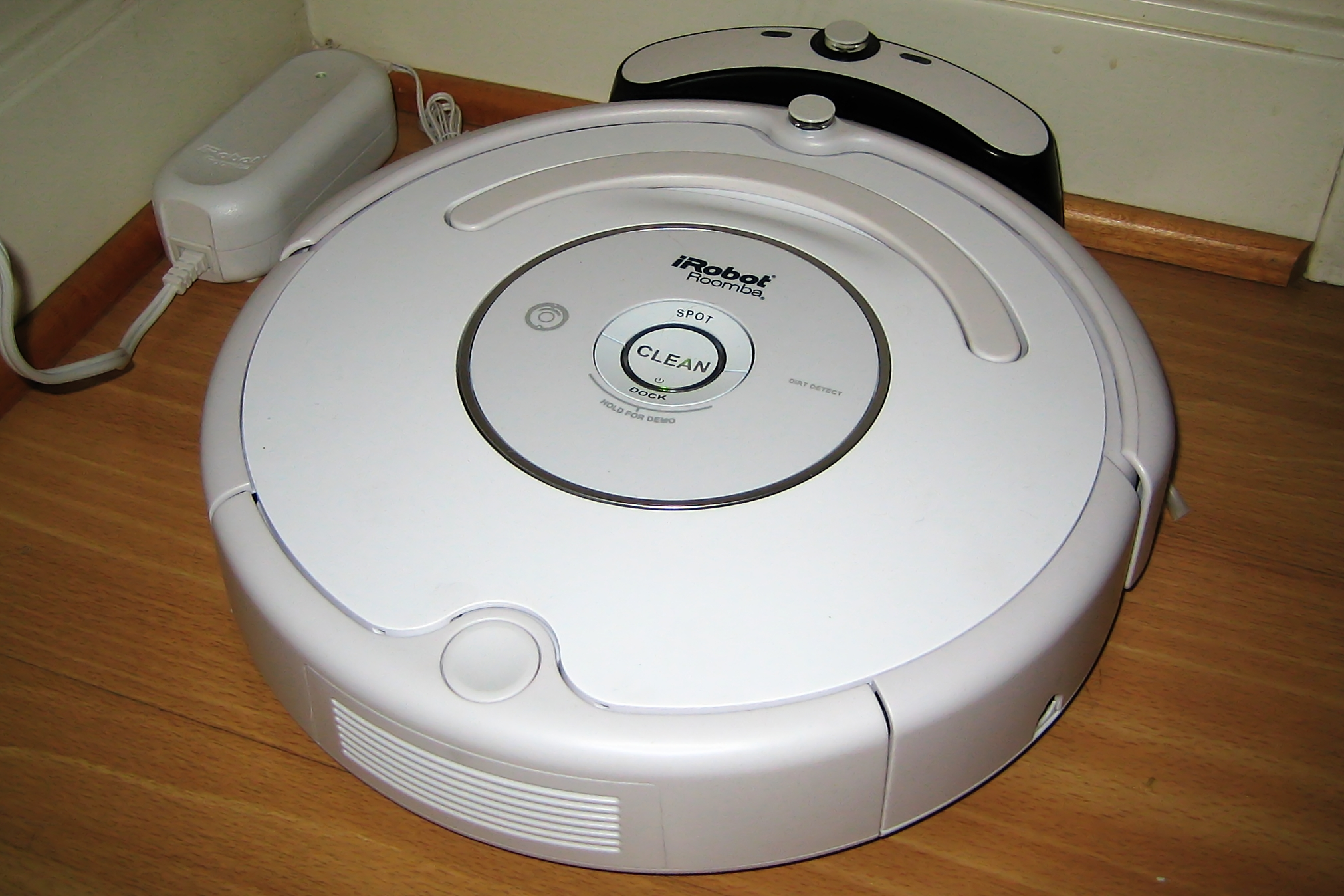
Aspiradora Roomba estacionada en su base

En abril de 2001 se puso en órbita el Canadarm2 para ser acoplado a la Estación Espacial Internacional. Se trata de una versión más grande y de mayor capacidad del brazo utilizado por el Transbordador STS, y además se considera que es "más inteligente". También en abril, el Vehículo aéreo no tripulado Northrop Grumman RQ-4 Global Hawk realizó el primer vuelo autónomo sin escalas sobre el Océano Pacífico desde la Base de Edwards de la Fuerza Aérea en California hasta la Base de Edimburgo de la RAAF en el sur de Australia. El vuelo se realizó en 22 horas.
El popular Roomba, un aspirador robótico de la empresa iRobot, se puso a la venta por primera vez en 2002.
En 2005, la Universidad de Cornell reveló un sistema robótico de módulos de bloques capaces de acoplarse y desacoplarse, descrito como el primer robot capaz de autorreplicarse, porque era capaz de ensamblar copias de sí mismo si se lo colocaba cerca de más bloques que lo componían. Los vehículos de exploración marciana Spirit y Opportunity, lanzados en 2003, aterrizaron en la superficie de Marte el 3 y el 24 de enero. Ambos robots superaron en muchas veces la distancia prevista que podrían recorrer originalmente, y el Opportunity siguió funcionando hasta mediados de 2018, antes de que se perdieran las comunicaciones debido a una gran tormenta de polvo.
Los vehículos autónomos habían hecho su aparición alrededor de 2005, pero todavía tenían bastante margen de mejora. Ninguno de los 15 dispositivos que competían en el DARPA Grand Challenge de 2004 completó con éxito el recorrido. De hecho, ningún robot logró recorrer con éxito más del 5% del recorrido todoterreno de 150 millas (241,4 km), por lo que no se pudo entregar el premio de un millón de dólares ofrecido al ganador. En 2005, Honda presentó una nueva versión de su robot ASIMO, actualizado con nuevos comportamientos y capacidades. En 2006, la Universidad de Cornell mostró su robot Starfish, una máquina de cuatro patas capaz de repararse y de aprender a caminar después de haber sufrido daños. En 2007, la empresa TOMY lanzó el robot de entretenimiento i-sobot, un robot bípedo humanoide que puede caminar como un humano y dar patadas y puñetazos, además de algunos trucos divertidos y movimientos especiales en el "Modo de acción especial".

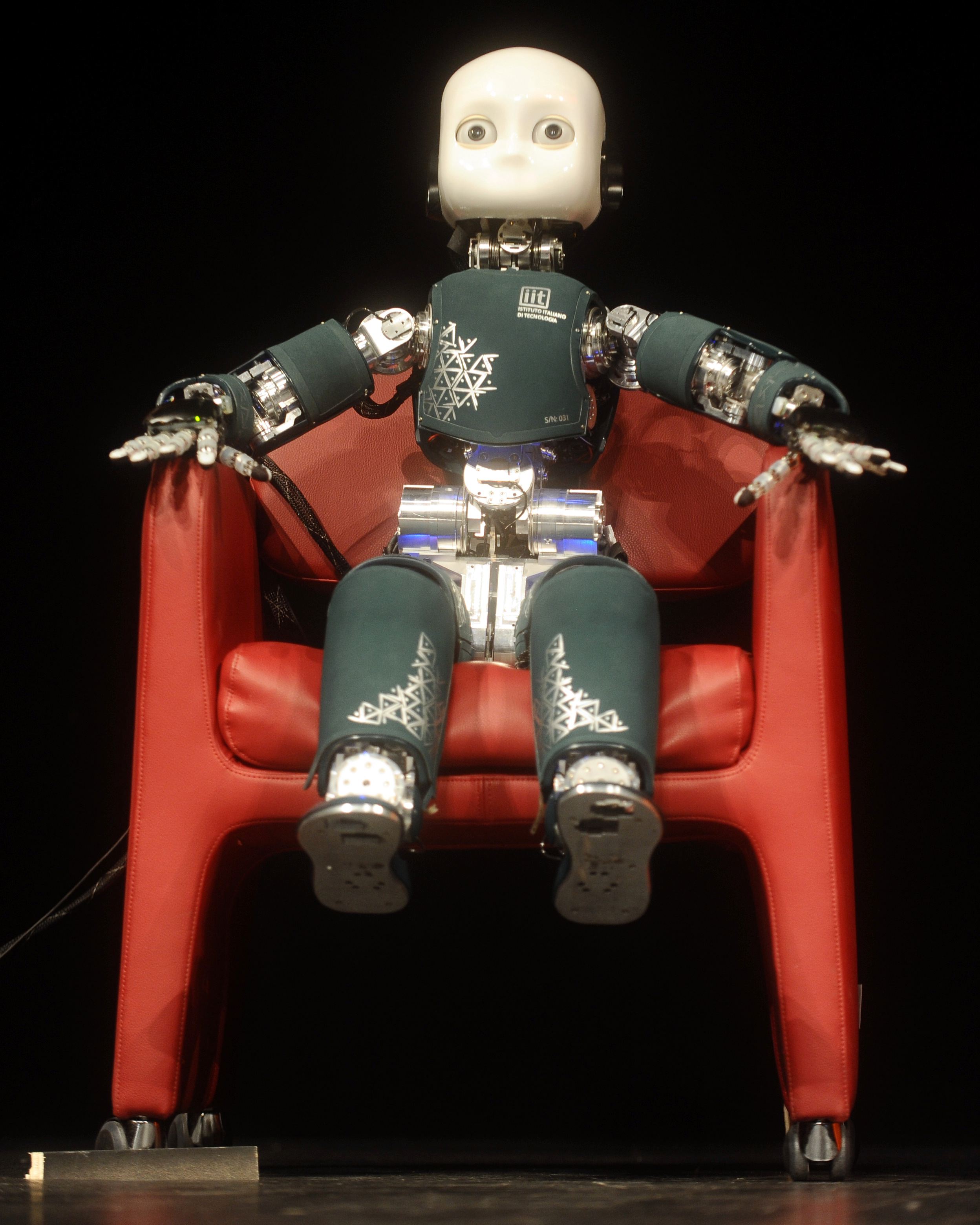
El iCub, robot humanoide construido por el Instituto Italiano de Tecnología

### Años 2010
La década de 2010 se caracterizó por mejoras a gran escala en la disponibilidad, potencia y versatilidad de los componentes robóticos comúnmente disponibles, así como por la proliferación masiva de robots en la vida cotidiana, lo que provocó tanto especulaciones optimistas como nuevas preocupaciones sociales.
El desarrollo de robots humanoides siguió avanzando. El Robonaut fue lanzado a la Estación Espacial Internacional a bordo del Transbordador espacial Discovery en la misión STS-133 en 2011, como el primer robot humanoide en el espacio. Si bien su propósito inicial era enseñar a los ingenieros cómo los robots manejan su brazo derecho en el espacio, la esperanza es que a través de actualizaciones y avances, algún día puedan salir fuera de la estación espacial para ayudar a hacer reparaciones o ampliaciones a la base, o para realizar trabajos científicos. A finales de la década, los robots humanoides o con forma de animales eran capaces de superar difíciles pistas de obstáculos, mantener el equilibrio e incluso realizar hazañas gimnásticas. Sin embargo, la gran mayoría de los desarrollos robóticos en la década de 2010 vieron robots no humanoides más pequeños y especializados, que se volvieron más baratos, más capaces y más omnipresentes.
La Ley de Moore y la creciente integración de componentes electrónicos digitales en chips ligeros y potentes permitieron que los complejos cálculos necesarios para el correcto funcionamiento de un sistema robótico se realizaran con dispositivos cada vez más pequeños. Muchos de estos avances en la tecnología de chips y sensores fueron impulsados por el crecimiento y la difusión de los teléfonos inteligentes, que exigían estos nuevos componentes para satisfacer las crecientes demandas del uso diario.
Las reducciones de peso y de costo de estos componentes han dado como resultado una proliferación de nuevos tipos de robots para propósitos especiales. Los cuadricópteros, una novedad a principios de la década, se convirtieron en una plataforma omnipresente para los sistemas robóticos, con navegación y estabilización autónomas y con sensores cada vez más potentes, incluidas cámaras de alta definición estabilizadas, radar y equipos de topografía. A finales de la década, el costo de un cuadricóptero robótico con cámaras 4K y navegación autónoma había caído al rango de los presupuestos de los aficionados, y compañías como Amazon estaban explorando el uso de cuadricópteros para entregar carga de manera autónoma, aunque el despliegue de estos sistemas no se llegó a producir a gran escala en la década.
La década también vio un auge en las capacidades de la inteligencia artificial. En la década de 2010, la capacidad de las computadoras de a bordo utilizadas en los robots aumentó hasta el punto de que los robots podían realizar acciones cada vez más complejas sin guía humana, así como procesar datos de forma independiente de formas más complejas. El crecimiento de las redes de banda ancha móvil y el aumento de la potencia de las tarjetas gráficas para aplicaciones de inteligencia artificial también permitieron a los robots comunicarse con grupos de ordenadores distantes en tiempo real, lo que aumentó de manera efectiva la capacidad incluso de robots muy simples, capaces de incorporar por este procedimiento técnicas de inteligencia artificial de vanguardia.
La década de 2010 también vio el crecimiento de nuevos paradigmas de software, que permitieron a los robots y sus sistemas de IA aprovechar esta mayor potencia de cálculo. Las redes neurales se desarrollaron cada vez más en la década de 2010, con empresas como Google que ofrecían acceso gratuito y abierto a productos como TensorFlow, lo que permitió a los fabricantes de robots integrar rápidamente redes neuronales que permitían incorporar habilidades como el reconocimiento facial o la identificación de objetos incluso en los robots más pequeños y económicos.
El crecimiento de los robots en la década de 2010 también coincidió con el creciente poder del movimiento de software de código abierto, con muchas empresas que ofrecían acceso gratuito a su software de inteligencia artificial. El hardware de código abierto, como la línea Raspberry Pi de computadoras monoplaca compactas y la línea Arduino de microcontroladores, así como una creciente variedad de componentes electrónicos como sensores y motores aumentaron drásticamente en potencia y disminuyeron en precio durante la década de 2010. Combinados con la caída del costo de las técnicas de fabricación como la impresión 3D, estos componentes permitieron a los aficionados, investigadores y fabricantes por igual construir de manera rápida y económica robots para fines especiales, que exhibían altos grados de inteligencia artificial, así como compartir sus diseños con otras personas en todo el mundo.
El vehículo autónomo pasó de ser un sistema especulativo a convertirse en una realidad emergente. A finales de la década, la mayoría de los nuevos automóviles se fabricaban con subsistemas robóticos capaces de advertir al conductor humano del automóvil sobre diversos peligros, como vehículos cercanos o posibles salidas de carril. En 2014, los nuevos vehículos Tesla se equiparon con el hardware informático necesario para soportar finalmente un sistema de software de pilotaje automático completo, con sistemas de software cada vez más autónomos que llegaron como actualizaciones en los años siguientes. A finales de la década, la conducción autónoma era posible en las grandes autopistas, pero aún requería supervisión humana.
El crecimiento de las capacidades robóticas durante la década se produjo en tándem con la centralización del poder económico en manos de unas pocas grandes empresas multinacionales de tecnología, lo que ha suscitado preocupaciones de que las capacidades de estos robots pudieran ser aprovechadas abusivamente por las empresas que los ponen a disposición de los consumidores. La adquisición de Roomba por Amazon generó preocupaciones de los defensores de la privacidad de datos del interior de sus hogares, que recopilados por los sensores y cámaras de los robots podrían almacenarse, compartirse y analizarse sin el consentimiento informado de los usuarios. Del mismo modo, la ubicuidad de los pequeños cuadricópteros voladores, la domótica, y las capacidades de reconocimiento facial de los robots han causado serias preocupaciones con respecto a los abusos con respecto a los derechos humanos, incluidas las acusaciones de represión de minorías étnicas en la República Popular China y preocupaciones sobre violaciones de los derechos de privacidad por parte de las fuerzas del orden en los Estados Unidos. A medida que los sistemas robóticos demostraron su capacidad para realizar cada vez más tareas que antes estaban limitadas a los operadores humanos, se han planteado numerosas inquietudes éticas sobre la posibilidad de que los robots que operan sistemas complejos no tengan las garantías morales necesarias para garantizar la seguridad pública.
En la década de 2010, los seres humanos continuaron examinando la naturaleza de sus relaciones con los robots, con tendencias que indicaban una creencia general de que los robots eran o se convertirían en seres conscientes merecedores de derechos y aliados o rivales potenciales de las personas. El 25 de octubre de 2017, en la Future Investment Summit de Riad, un robot llamado Sophia y al que se hace referencia con pronombres femeninos, recibió la ciudadanía de Arabia Saudita, convirtiéndose en el primer robot en tener una nacionalidad. Este hecho generó una controversia, ya que no es obvio si implica que Sophia puede votar o casarse, o si un apagado deliberado del sistema puede considerarse un asesinato. Otro aspecto que contribuyó a la polémica son los limitados derechos que se les otorgan a las mujeres saudíes. Series populares en la década de 2010, como la reposición de Westworld de HBO, alentaron la empatía por los robots y exploraron cuestiones de humanidad y conciencia.
A finales de la década, los robots comerciales e industriales eran de uso generalizado, realizaban trabajos de forma más barata o con mayor precisión y fiabilidad que los humanos, y se utilizaban ampliamente en la fabricación, el montaje y el embalaje, el transporte, la exploración de la Tierra y el espacio, la cirugía, el armamento, la investigación de laboratorio y la producción en masa de bienes de consumo e industriales. El crecimiento del uso de robots en toda la industria, así como en el sector servicios y en trabajos creativos o altamente cualificados que antes estaban limitados a los humanos, generó temores en la última parte de la década como posible origen de un desempleo tecnológico masivo.
A finales de la década, la robótica había empezado a hacer avances a escala nanotecnológica. En 2019, los ingenieros de la Universidad de Pensilvania crearon millones de nanobots en tan solo unas semanas utilizando tecnología prestada de la madura industria de los semiconductores. Estos robots microscópicos, lo suficientemente pequeños como para ser inyectados en el cuerpo humano y controlados de forma inalámbrica, podrían algún día administrar medicamentos y realizar cirugías, revolucionando la medicina y las ciencias de la salud.

## Lecturas recomendadas
- Baumgartner, Emmanuèlle. "Le temps des automates." In Le Nombre du temps, en hommage à Paul Zumthor. Paris: Champion, 1988. pp. 15–21.
- Brett, G. "The Automata in the Byzantine 'Throne of Solomon'." Speculum 29 (1954): 477–87.
- Glaser, Horst Albert and Rossbach, Sabine: The Artificial Human, Frankfurt/M., Bern, New York 2011
- Sullivan, P. "Medieval Automata: The 'Chambre de beautés' in Benoît's Roman de Troie." Romance Studies 6 (1985). pp. 1–20.
- A robot time line with more than 500 projects listed
- History of Robots in 10 Minutes.

- Datos: Q4177396